# シトロエン・2CV
シトロエン・2CVは、フランスのシトロエンが1948年に発表した、前輪駆動方式の乗用車である。
きわめて独創的かつ合理的な設計の小型大衆車で、1999年、20世紀を代表する車を選ぶ「カー・オブ・ザ・センチュリー」の選考過程におけるベスト26に入った1台である。

## 名称
「2CV」はフランス語で「2馬力」を意味する deux chevaux（フランス語発音: [dø ʃ(ə)vo] ドゥ シュヴォ）の略語で、フランスにおけるかつての自動車課税基準である課税馬力（フランス語:Cheval fiscal、英語:Tax horsepower）カテゴリのうち、1948年当時の「2CV」に相当していたことに由来するが、実際のエンジン出力が2馬力であったわけではない。後年の改良によるパワーアップで税制上3CV相当にまで上がったが、車名は2CVのままであった。

## 概要
ユニークな着想を数多く盛り込んだ簡潔軽量な構造により、高い操縦安定性、居住性、経済性を同時に成立させた。第二次世界大戦後のフランスにおけるモータリゼーションの一角を担い「国民車」として普及し、西ヨーロッパ各国で広く用いられた。そのユーモラスなスタイルと相まって世界的に広く親しまれ、フランスという国とその文化を象徴するアイコンのひとつに数えられるようになった。
2CVは1948年から1990年までの42年間、大きなモデルチェンジが行われることなく387万2,583台が製造された。派生モデルを含めると合計製造台数は124万6,306台に及ぶ。単一モデルとしては世界屈指のベストセラー・ロングセラー車である。

## 歴史

### 開発以前
シトロエンが自動車の生産を開始したのは第一次世界大戦後の1919年で、フランスでは後発メーカーであった。しかし、アメリカ合衆国のフォード・モーターに倣った大量生産システムの導入によって中 - 小型の高品質な自動車を廉価に供給し、わずか数年でフランス最大の自動車メーカーに急成長した。この間、1921年に超小型乗用車の「5CV」（英語版）を発表したが、当時のベストセラー車となったにもかかわらず1926年に生産を中止してしまう。これは社主のアンドレ・シトロエンが超小型車の生産・販売をやめ、より大きい中級車を中心とした経営方針へとシフトしたためである。この経営判断によって競合メーカーのプジョーやルノーに小型車クラスの市場を奪われる結果となり、シトロエンの経営基盤確立は遠のいた。
シトロエンは1925年の「B12」でヨーロッパでもいち早く全鋼鉄製ボディを採用、以後もフローティング・マウントや油圧ブレーキを導入するなど先端技術の採用に熱心であった。1932年には斬新なニューモデルの開発に乗り出し、1934年、同社最初の前輪駆動モデル「7CV」（いわゆる「トラクシオン・アバン」の最初のモデル）を発表したが、同年、この前輪駆動車開発に伴う膨大な設備投資によってついに経営破綻する。これに伴いアンドレ・シトロエンは経営者の地位を退き、代わってフランス最大のタイヤメーカー、ミシュランが経営に参画することになった。
この際、ミシュランから派遣されてシトロエン副社長職に就任したのが、元建築技術者であったピエール＝ジュール・ブーランジェ（英語版）（1885年 - 1950年）であった。彼はミシュラン一族からシトロエン社長に就任したピエール・ミシュランとともにシトロエンの経営立て直しに奔走し、1937年のピエール・ミシュランの事故死に伴って社長に就任、自身も1950年11月に事故死するまでその地位にあり続けた。

### 開発の経緯
1935年夏、ピエール・ブーランジェは別荘でのバカンスのため、南フランスのクレルモン＝フェランの郊外へ赴いた（クレルモン＝フェランはミシュランの本社工場所在地である）。彼はそこで、農民たちが手押し車や牛馬の引く荷車に輸送を頼っている実態に気づいた。当時のフランスの農村は近代化が遅れ、日常の移動手段は19世紀以前と何ら変わらない状態だったのである。ブーランジェは、シトロエンのラインナップに小型大衆車が欠落していることを認識していた。そこで、農民の交通手段に供しうる廉価な車を作れば、新たな市場を開拓でき、シトロエンが手薄だった小型車分野再進出のチャンスにもなると着想した。
ブーランジェは周到な市場調査によって、この種の小型車に対するニーズの高さをつかみ、将来性を確信した。そして1936年、アンドレ・ルフェーブルらシトロエン技術陣に対し、農民向けの小型自動車開発を命令する。この自動車は「Toute Petite Voiture（超小型車）」を略した「TPV」の略称で呼ばれた。
TPV、のちの「2CV」開発責任者となったルフェーヴル技師は、元航空技術者であった。航空機開発技術を学んで第一次世界大戦中に航空機メーカーのヴォワザンに入社し、芸術家肌の社主ガブリエル・ヴォアザンに師事して軍用機の設計を行った。戦後ヴォアザンが高級車メーカーに業種転換すると自動車設計に転じ、高級乗用車やレーシングカーなど高性能車の開発に携わっている。そしてのちヴォアザンの業績悪化に伴い退社、ルノーを経て1933年にシトロエン入りし、トラクシオン・アバンの開発に参画して短期間のうちに完成させていた。彼は天才型の優秀な技術者であり、第二次世界大戦後には「2CV」に続いて未来的な設計の傑作乗用車「DS」の開発にも携わっている。

### 「こうもり傘に4つの車輪」
ブーランジェの提示した農民車のテーマは「こうもり傘に4つの車輪を付ける」という、簡潔さの極致を示唆するものであった。価格はアッパーミドルクラスであるトラクシオン・アバンの3分の1以下という低価格が求められた。
しかし、自ら自動車の運転もこなすブーランジェによって具体的に示された条件は、技術陣をして不可能とまで言わしめた難題だった。それは以下のようなものであった。
- 50 kgのジャガイモまたは樽を載せて走れること
- 60 km/hで走行できること
- ガソリン3 Lで100 km以上走れること
- 荒れた農道を走破できるだけでなく、カゴ一杯の生卵を載せて荒れた農道を走行しても、1つの卵も割ることなく走れるほど快適で乗り心地がよいこと
- 車両重量300 kg以下
- もし必要とあれば、（自動車に詳しくない初心者の）主婦でも簡単に運転できること
- スタイルは重要ではない

悪路踏破力、乗り心地、経済性のいずれにおいても厳しい条件であるが、それでもブーランジェは実現を厳命した。その後の技術陣の努力によって、実現に至らなかった点こそあったものの、無理難題の多くが満たされた。
加えてブーランジェは、最低限に留まらない十二分な車内スペース確保も要求した。身長が2 m近い大男であるブーランジェ自身がシルクハットを被っては試作車に乗り込み、帽子が引っかかるようなデザインは書き直しを命じた。この高い天井を要求する「ハット・テスト」によって、最終的にこのクラスの大衆車としては望外と言っていいほどゆとりある車内スペースが確保されることになった。

### TPV

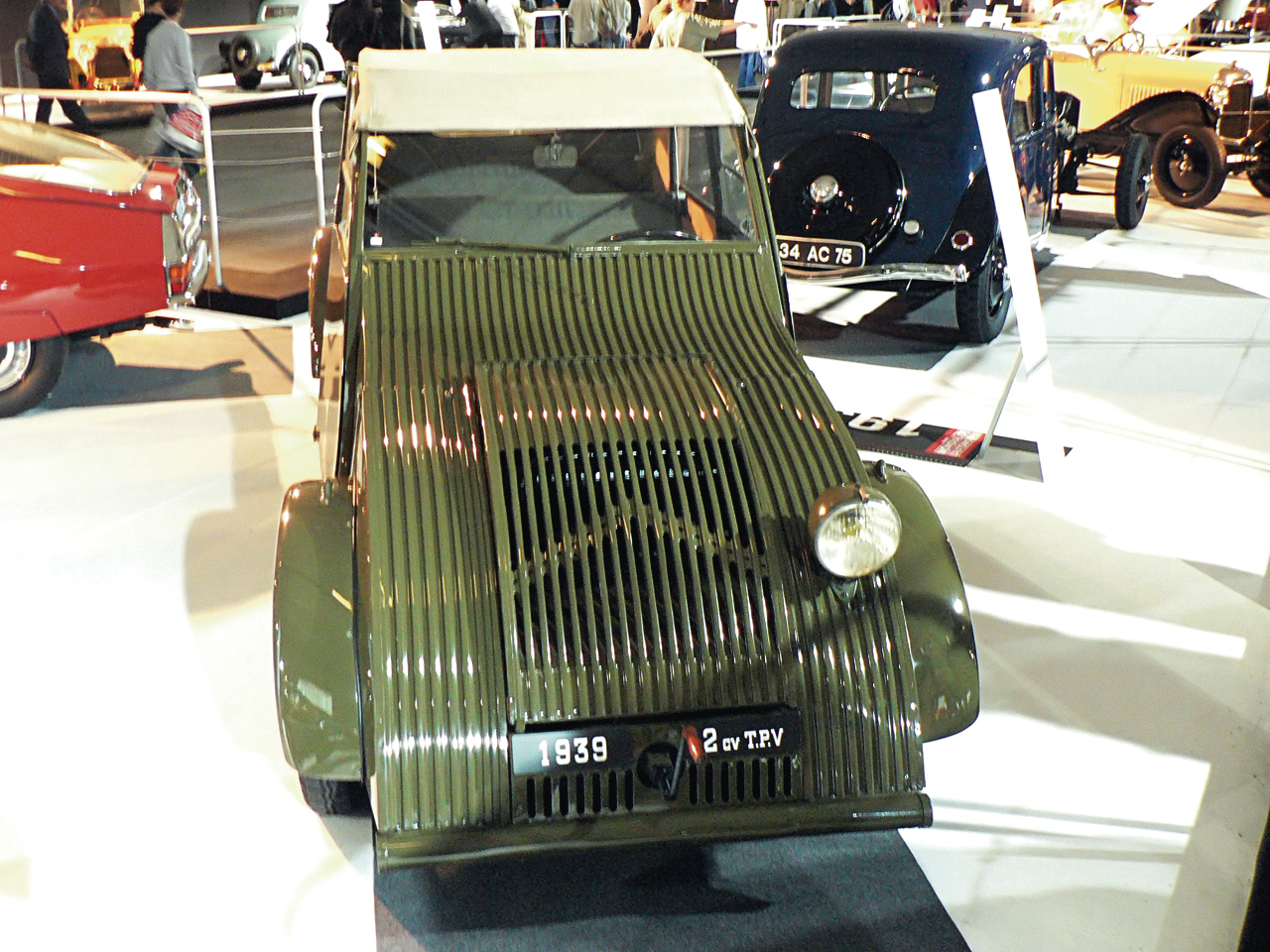
1939年製TPV

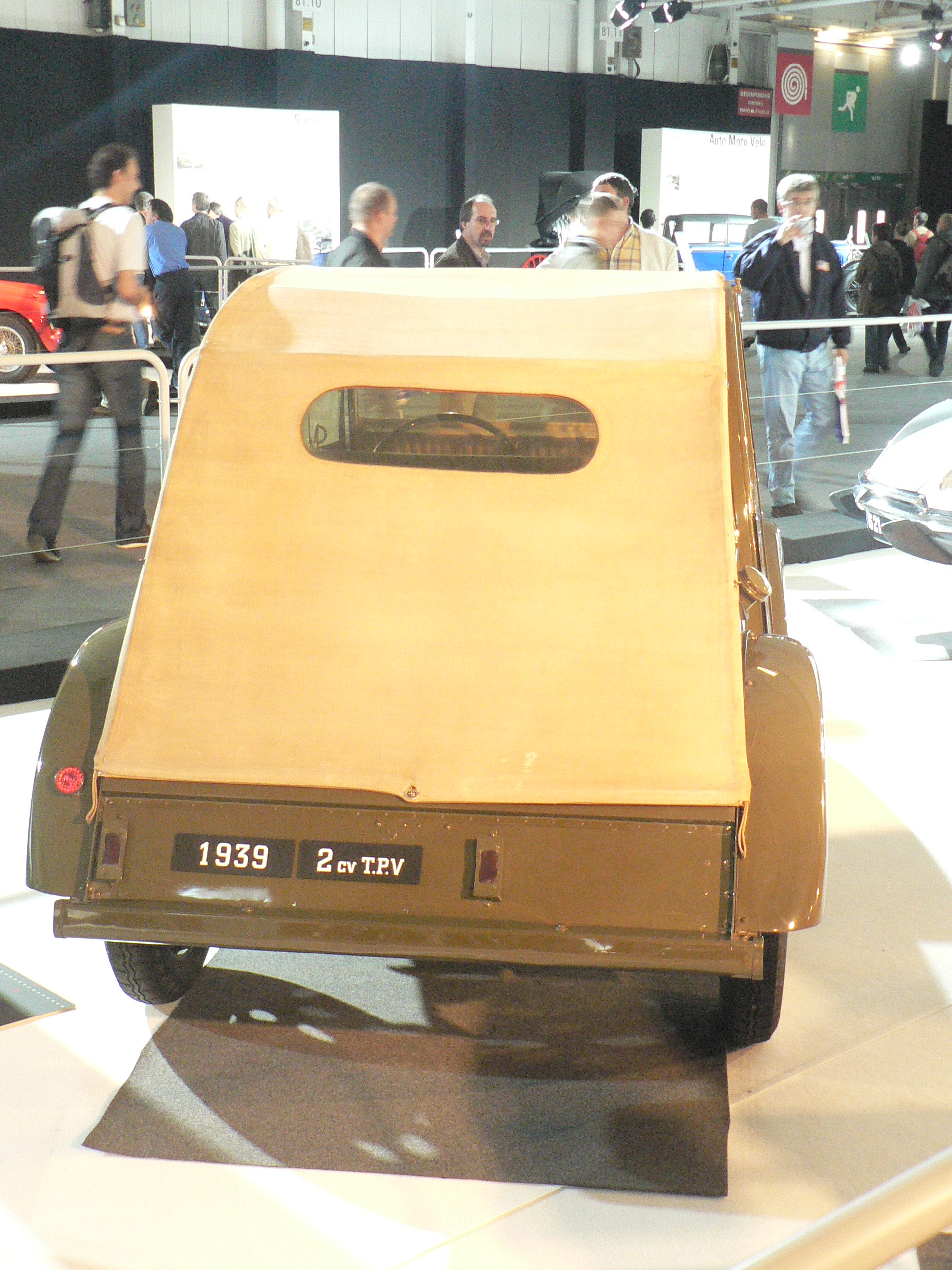
TPVの後ろ姿

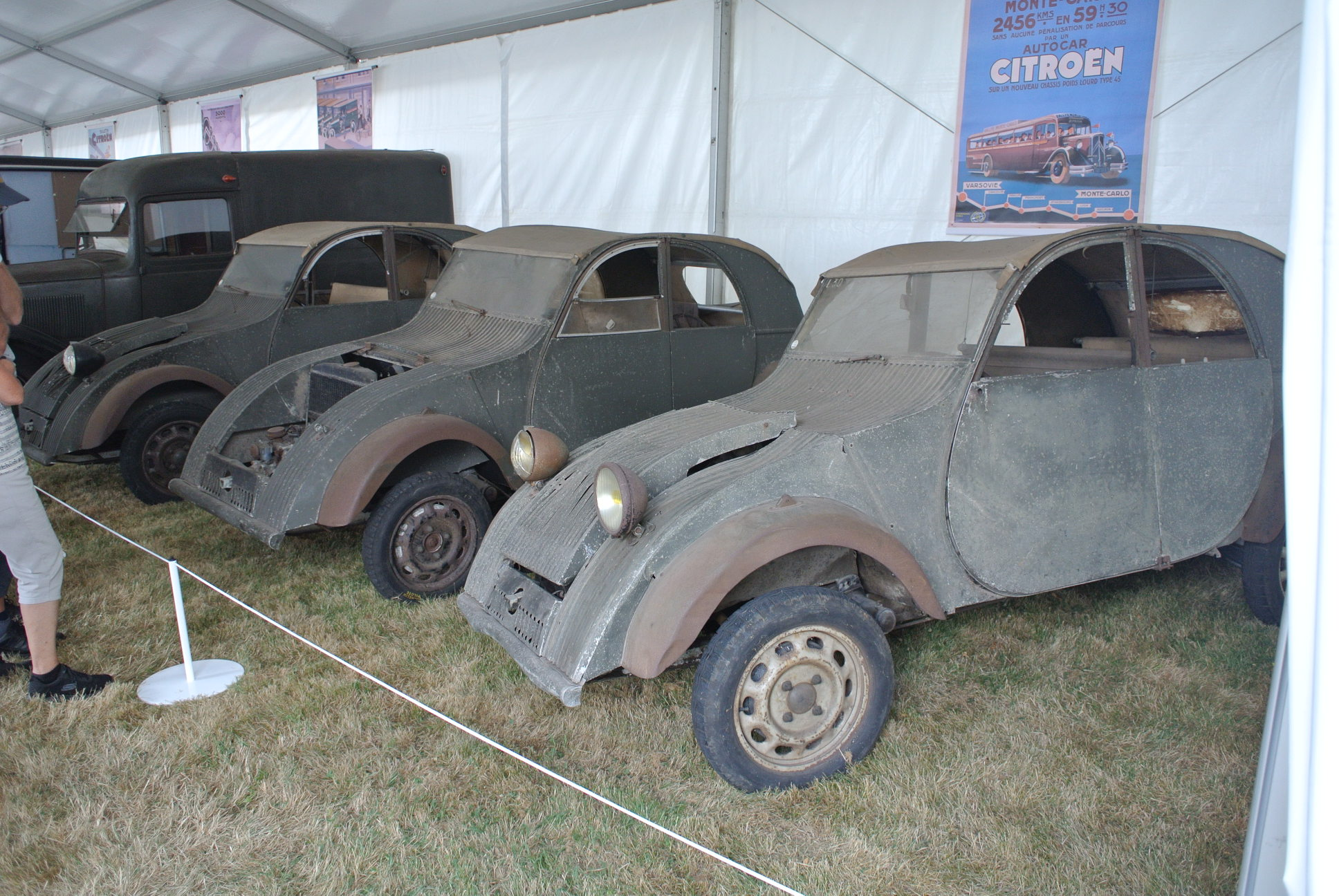
2019年7月にラ・フェルテ-ヴィダムで開催された2CV100周年記念イベントにて初公開される1994年に発見された3台の「2CV A」

既にトラクシオン・アバンで前輪駆動車の量産化を成功させていたアンドレ・ルフェーブルは、TPVの駆動方式にも前輪駆動方式を採用した。プロペラシャフトを省略でき（軽量化や振動抑制、低重心化の効果がある）、さらに操縦安定性にも優れていたからである。開発作業はシトロエン社内でも特に機密事項として秘匿され、外部の眼に一切触れることなく進行した。
1939年には、TPVプロジェクトは相当に進行し、試作車も完成しつつあった。それらはアルミニウムを多用して軽量化され、外板には波板を使うことで強度を確保した。簡潔な造形によって、外観は屋根になだらかな曲線を持ったトタンの物置という風体だった。屋根は幌による巻き取り式のキャンバストップで軽量化と騒音発散を図り、座席には通常の金属スプリングの代わりにゴムベルトを用いたハンモック構造を採用して軽量化した。ヘッドライトはコストダウンと軽量化のため、片側1個だった（当時のフランスの法律ではライト1個でも差し支えなかった。後の生産型では2個ライトになった）。パワーユニットは、トラクシオン・アバンの先進的なOHVエンジンを設計したモーリス・サンチュラの手になる、水冷式エンジンを搭載していた。サスペンション・アームは軽量化のためにマグネシウムを使用していた。サスペンション用のスプリングとしては各輪ともトーション・バーを3本、過荷重用に1本、4輪で合計16本使用していた。
このモデルは長い間試作車のみであり、開発は最終完成には至っていなかったと考えられていたが、実は量産体制に入っていたことが1968年に初めて判明した。パリ西郊130kmのラ・フェルテ-ヴィダム(La Ferté-Vidame)にある同社のテストセンターを工事中に、実車1台と量産に関する承認書類やナンバープレートなどが発見されたのである。それによると、量産車「2CV A」として正式にホモロゲーションを取得したのは1939年8月23日で、認可された生産数は100台であった。しかし、同年9月3日に第二次世界大戦が勃発すると生産は中止・封印され、生産中だった車両の大半は破壊されたり、壁に埋めて隠されたりした。発見された車体は完全にレストアされ、新車同然の姿でパリの北部オルネーの「シトロエン・コンセルヴァトワール」に展示されている。
その後、1994年にはノルマンディーの農家の屋根裏から、さらに3台が発見された。これにより「幻の初代2CV A」ともいえるTPVは、試作車（製作数不詳）と生産予定100台のうち4台の現存が確認された。新たに発見されたこの3台も「シトロエン・コンセルヴァトワール」に収蔵され、修復はせずに展示されている。

### 第二次世界大戦
第二次世界大戦勃発後の1940年、フランスはナチス・ドイツの侵攻を受けて敗退し、パリをはじめフランス全土の北半分は占領地となった。
パリ・ジャベル河岸のシトロエン社も占領軍の管理下に置かれたが、経営責任者の座に留まったピエール・ブーランジェは公然とサボタージュを指揮し、占領軍向けのトラック生産を遅滞させたり、時には故意に欠陥車を送り出すなどして損害を与えるよう努めた。このような会社を挙げてのレジスタンス運動によりブラックリストに載せられながら、ブーランジェは1944年のフランス解放まで巧みに生き延び、またルイ・ルノーのような占領軍への積極的利敵行為も行わなかったことから、フランス解放後もシトロエン社のトップに留まった。
この際、開発途上だったTPVをナチスの手に渡さないため、ブーランジェの命令によってTPVプロジェクトの抹消が図られた。戦争で実現しなかった1939年のモーターショーのために準備された250台の試作車は1台を残して破壊され、また一部は工場などの壁に塗り込められ、あるいは地中に埋められた。これらは1990年代以降最終的に合計5台が発見されている。ナチスとブーランジェ、双方の目を逃れて破壊や埋設を免れた少数は、ボディを改造して小型トラックに偽装された。前述の台数と重複していると思われるが、後の2000年にミシュラン工場改築の際、レンガの壁を壊したところ中から新たに3台が発見されている。
独自の研究開発が禁じられた困難な状況下ではあったが、ルフェーヴルら技術者たちは、ナチス側の監視をかいくぐって、終戦後に世に送り出されるべきTPVの開発を進行させた。
だがシトロエン社内部での検討によって、コスト過大からTPVにアルミニウムを多用することは困難であるという結論が出された。やむなくTPVの多くのパーツは、エンジン周りを除いては普通鋼に置き換えられることになった。
1944年の連合国勝利に伴うフランス解放によってTPVの本格的な開発作業が再開された。
試作車用にモーリス・サンチュラが設計した水冷エンジンは、改良を重ねても不調であった。このため、高級スポーツカーメーカーのタルボから1941年に移籍してきた有能なエンジン技術者ワルテル・ベッキア（Walter Becchia 1896-1976）が、水平対向2気筒レイアウトを踏襲しつつ、新たに信頼性の高い空冷エンジンを開発して問題を解決した。
またボディデザインは、イタリア人の社内デザイナーであり、トラクシオン・アバンやのちの「DS」のデザインも手掛けたフラミニオ・ベルトーニの手で、コンセプトを維持しつつも改良を加えられた。

### 発表と嘲笑

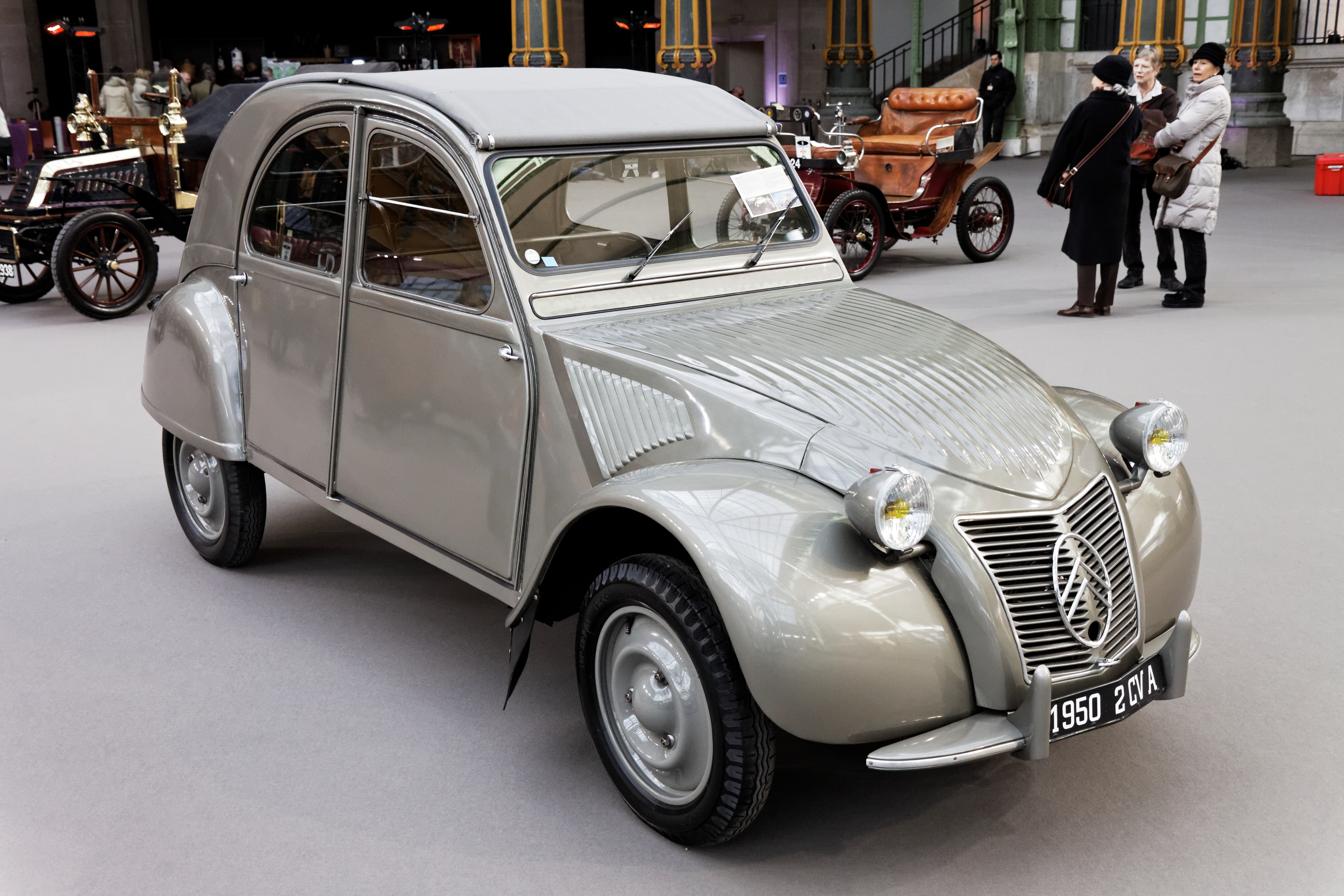
1949年-1960年型　初めてサロンで公開されたタイプAと同型モデル　1950年製。1954年以降のタイプAZLとはグリルの形状等に差異がある。

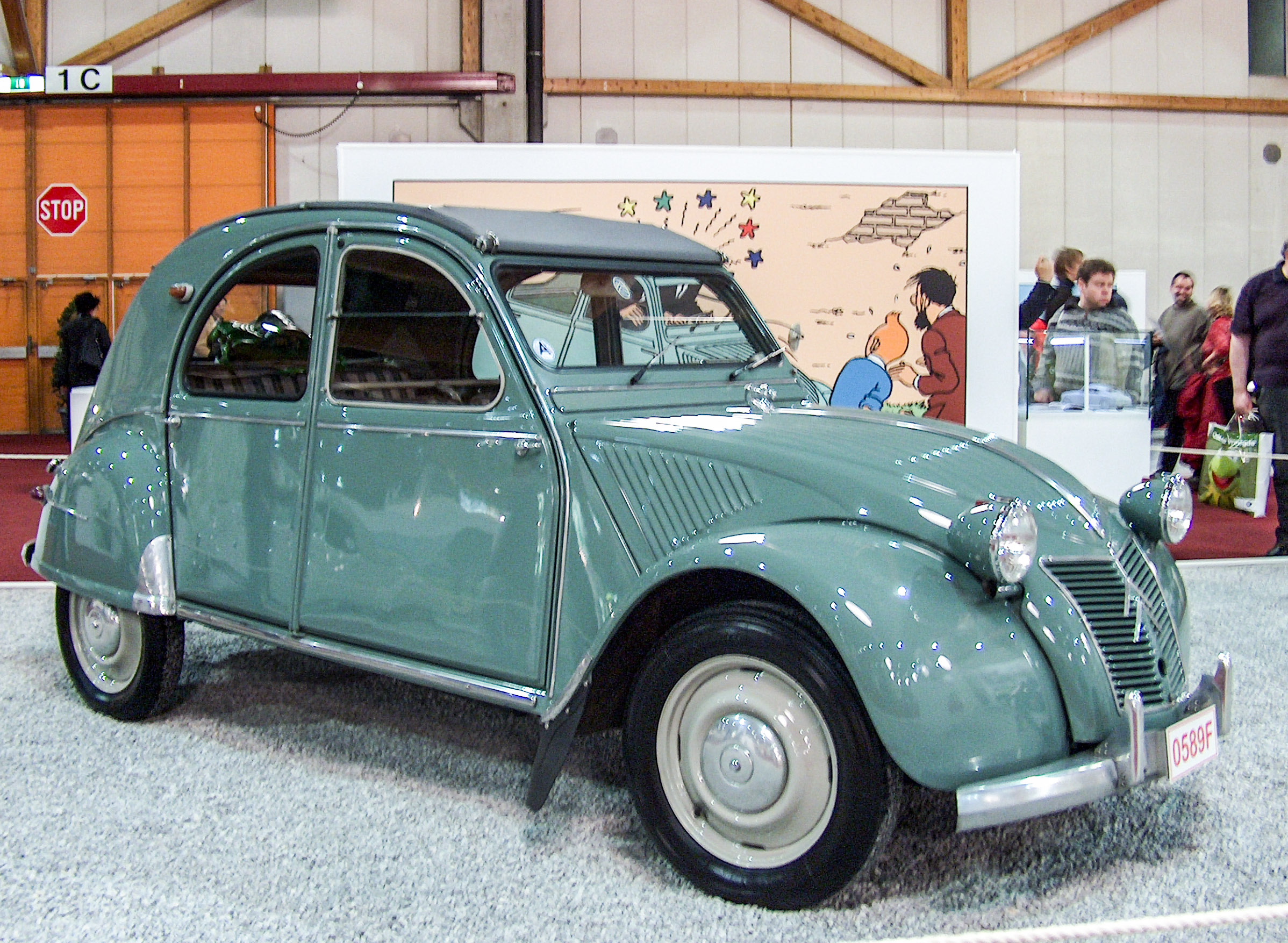
1954年-1960年型 タイプAZL-Belgium

1948年10月7日、シトロエン2CVはフランス最大のモーターショーであるパリ・サロンにおいて公に発表された。
多数のマスコミ・観客が見守る中、ブーランジェ社長によって紹介され、除幕された「ニューモデル」の2CVは、あまりにも奇妙なスタイルで、観衆をぼう然とさせ、立ち会ったフランス共和国大統領のヴァンサン・オリオールをして困惑せしめたという。しかしながら、この問題はブーランジェのメディアへのショー前公示不足が大きな原因であったとする見解もある。
この時点で、競合するルノーの750ccリアエンジンの大衆車「4CV」や、プジョーの1クラス上の1,300cc車「203」がすでにデビューしており、それら他社製の戦後型ニューモデルがごく「まとも」な自動車であっただけに、2CVの奇怪さが際だった。
居合わせたジャーナリスト達は2CVを見て「醜いアヒルの子」「乳母車」と嘲笑し、居合わせたアメリカ人ジャーナリストは「この『ブリキの缶詰』に缶切りを付けろ」と揶揄した。前衛派詩人で皮肉屋の作家ボリス・ヴィアンは2CVを「回る異状」と評した。だがしかし、大衆は2CVを支持し、シトロエン社はすぐさま数年分のバックオーダーを抱える事となった。
ピエール・ブーランジェはこの自動車の成功を確信していた。2CVがその奇矯な外見とは裏腹に、あらゆる面で合理的な裏付けを持って設計され、市場ニーズに合致した自動車であるという自信を持っていたからである。
もっとも彼は2CVの未曾有の成功を完全に見納めないうちに、1950年、自ら運転するトラクシオン・アバンの事故で死亡した。
先行量産モデルは「特に2CVを必要としている」と考えられた希望者に優先販売され、日常における実際の使用条件について詳細なモニタリングが行われた。それらはフィードバックされ、技術改良と販売方針の改善に活用された。
2CVが廉価なだけでなく、維持費も低廉で扱いやすくて信頼性に富み、高い実用性と汎用性を有していることは、短期間のうちに大衆ユーザーたちに理解された。1949年の生産はスターターの必要性などの問題点があり、同年7月より始まり日産4台:876台に留まったが、翌1950年には6,196台と、月産400台のペースで量産されるようになり 1951年には生産台数は14,592台になった。以後も生産ペースは順調に増加していった。
フランス国民はこのエキセントリックな自動車の外見にも早々に慣れ、2CVは数年のうちに広く普及した。街角や田舎道に2CVが停まる姿は、フランスの日常的光景の一つとなった。
更にはヨーロッパ各国にも広範に輸出され、ことにその経済性と悪路踏破能力は各地のユーザーに歓迎された。イギリスなどにおいて現地生産も行われている。

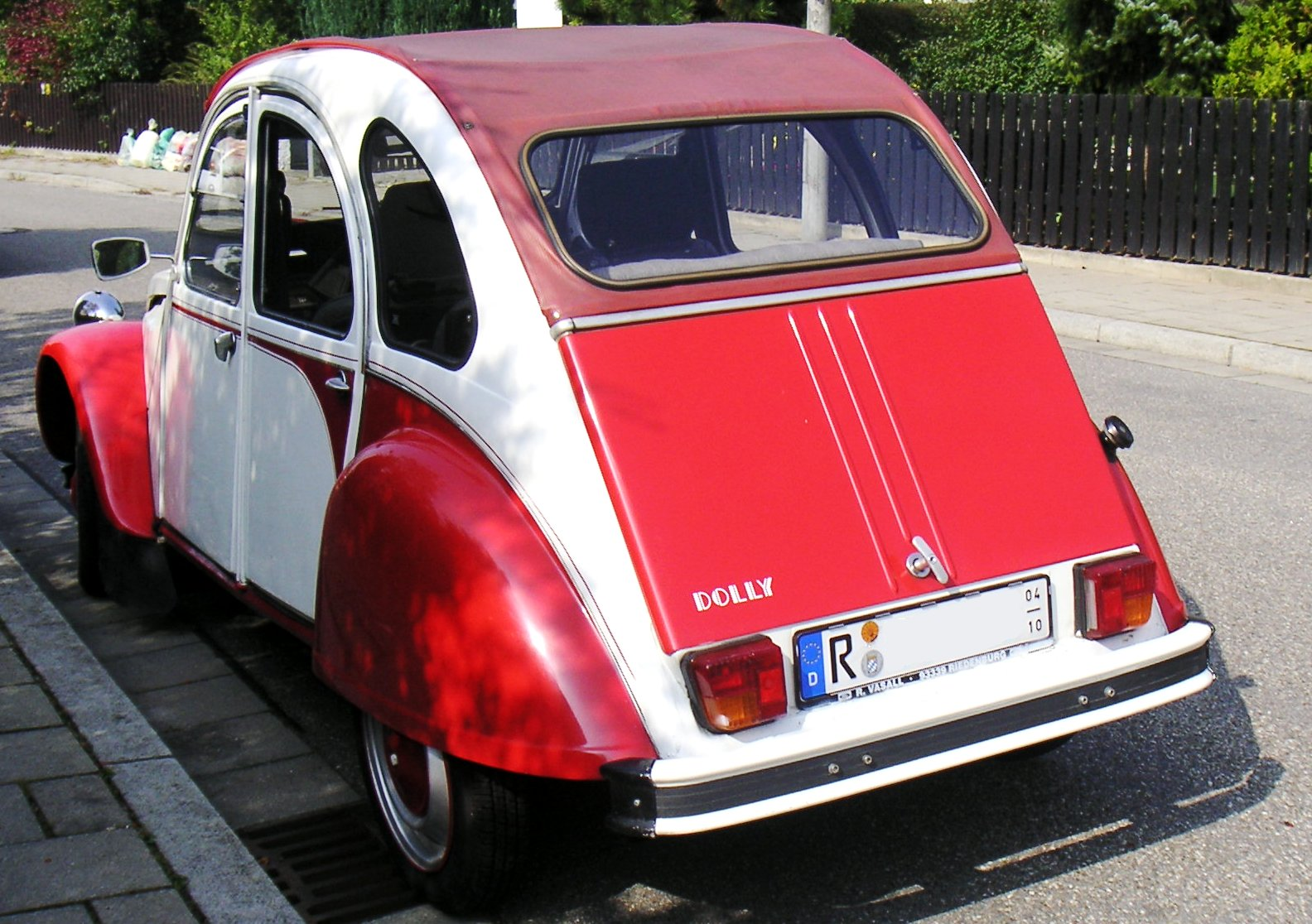
ドーリーの後ろ姿

シトロエンはその後、排気量拡大や内外装のマイナーチェンジなどを重ねて2CVをアップデートしていくとともに派生モデルを多数開発して小型車分野のラインナップを充実させた。1967年に後継モデルと思われる「ディアーヌ」を発表したが、結果として2CVはそれよりも長生きすることになった。ことに1970年代のオイルショックは、2CVの経済性という特長を際だたせることになった。
また優れた経済性と走覇能力とを併せ持つ2CVに着目した欧州の若者達は、世界旅行の手段として2CVを選び、北はノルウェー、東にモンゴルを抜けて日本、西にアラスカ、南にアフリカを走り抜けた。更には世界一周旅行に出かけて50ヶ国、8つの砂漠を走り約10万kmを走覇したコンビもあった。

### 限定モデル
1970年代後半になると、ボディの外観形状や基本的なメカニズムは維持したまま、外装やインテリアを特別仕様とした限定モデルが登場した。最初に発売した「2CV スポット」までは「2CV-4」、それ以降は「2CV-6」をベースとしたモデルである。

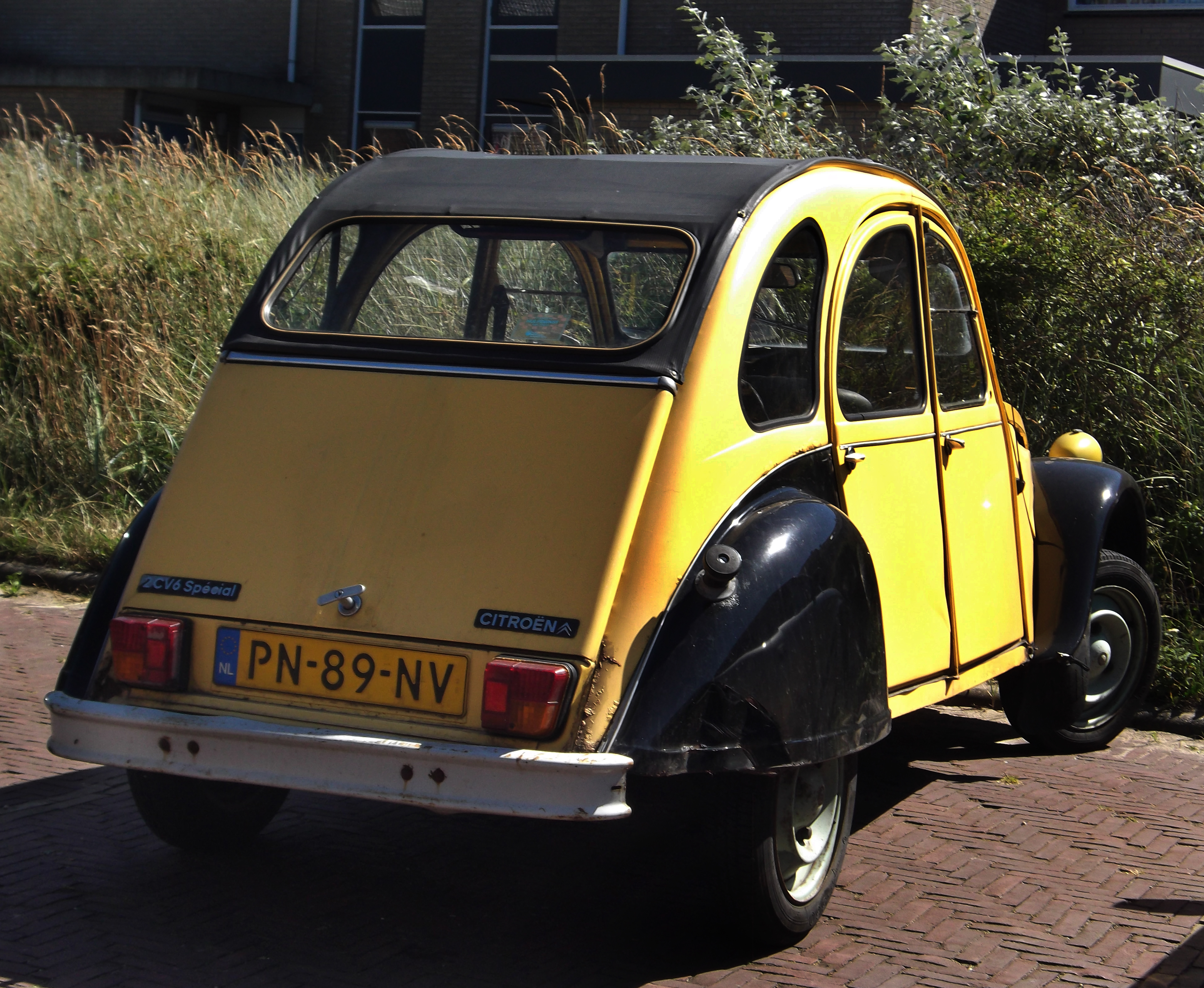
「2CV トレーフル」のレプリカ

- 1974年 「2CV トレーフル」(Trèfle) - 「クローバー」を意味するフランス語が名付けられたモデル。鮮やかなヘリオスイエロー (jaune Hélios/AC336[注釈 5]) のボディにフェンダーのみを黒 (noir/AC200) で塗装する。試作のみで流通には至らなかった。

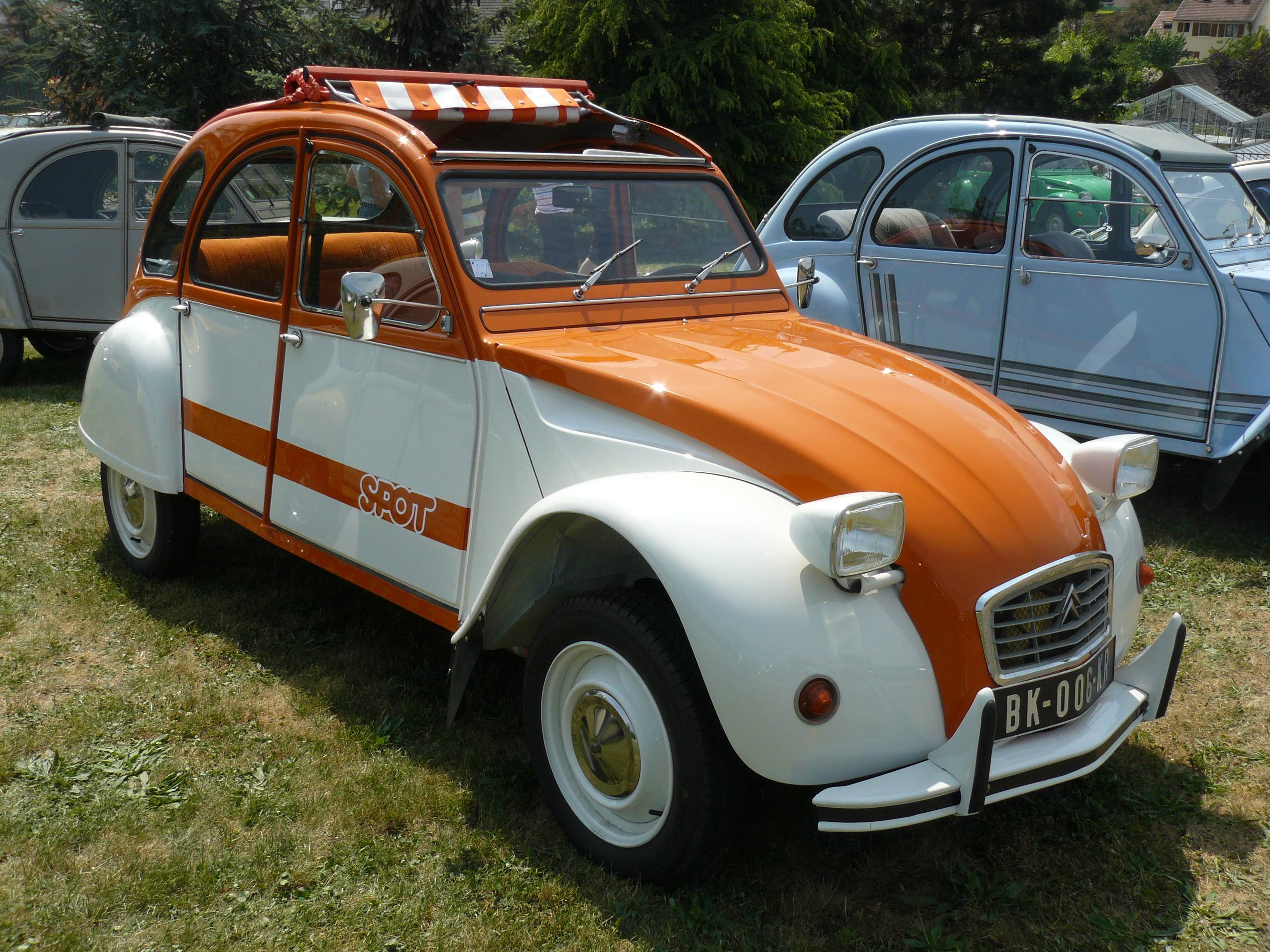
「2CV スポット」

- 1976年 「2CV スポット」(Spot) - 発売された限定モデルでは唯一2CV-4がベース。角形ヘッドライトとオレンジ (orange Ténéré/AC329) とスノーホワイト (blanche Meije/AC088) の塗装、オレンジと白のストライプのソフトトップ、オレンジのインテリアで構成された、華やかなリゾートビーチをイメージしたモデル。4月より、限定2500台。

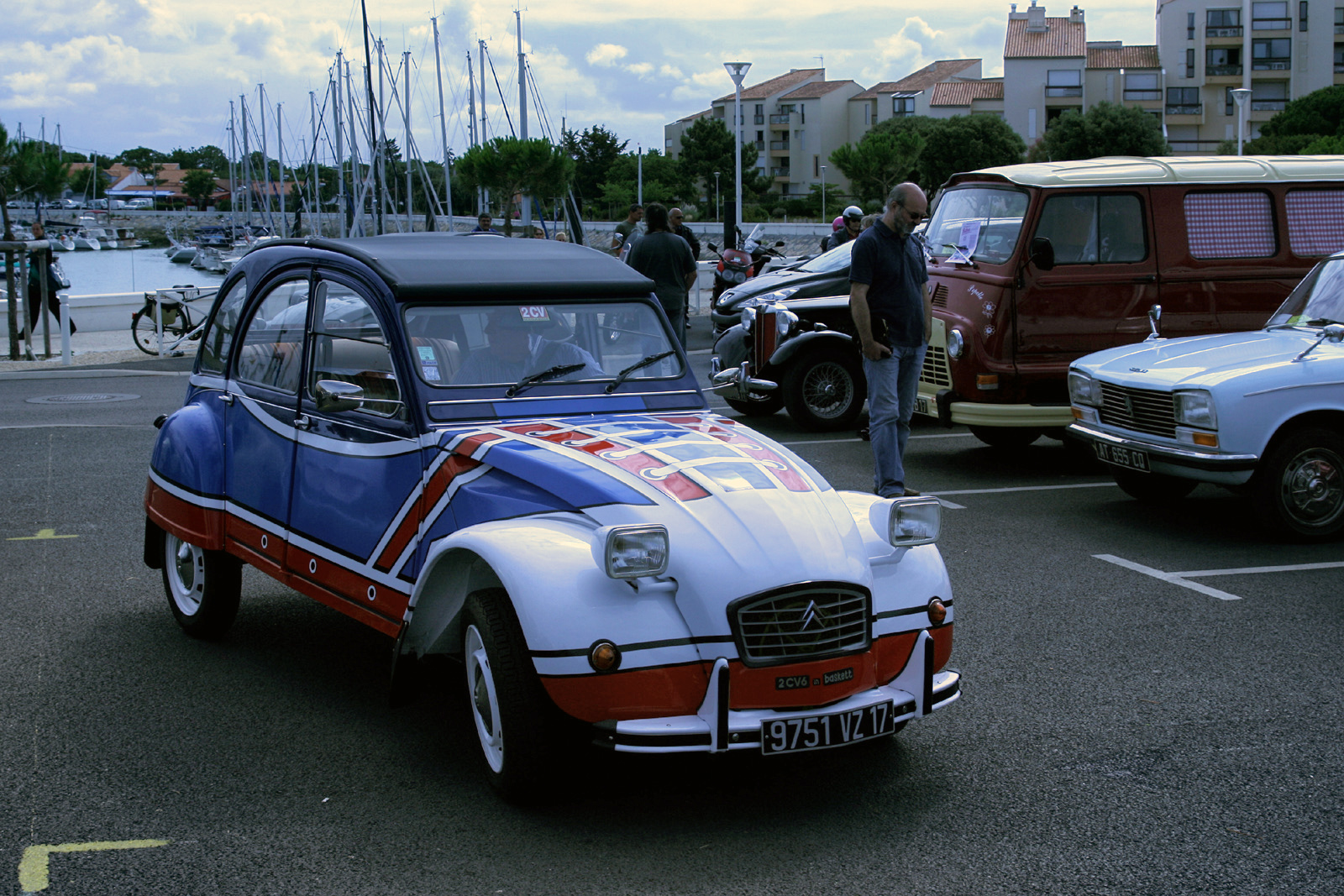
修復された「2CV バスケット」

- 1976年 「2CV バスケット」(Basket) - シトロエンが1976年に主催した2CVのグラフィックコンテストで優勝したクレア・パニエ (Claire Pagniez) の応募作品を実車化したもの。応募者は当時デザイン学校の学生で、若者らしくバスケットシューズをイメージしたデザインの作品で、実車は2台(3台とも)が製造された。

- 1980-1990年 「2CV チャールストン」(Charleston) - クラシカルなダークレッド (rouge Delage/AC446) と黒のツートーン塗装で1980年10月に8000台限定のモデルとして登場し、1981年7月に量産型のレギュラーモデルとなった。量産型では、限定モデルのカラーの他、鮮やかなヘリオスイエローと黒 (1981年7月 - 1983年6月)、1984年7月からはライトグレー (gris Cormoran/AC057) とナイトグレー (gris Nocturne/AC099) のカラー・パターンも加わった。なお、限定車と量産型では内装・外装ともに細部に差異がある。

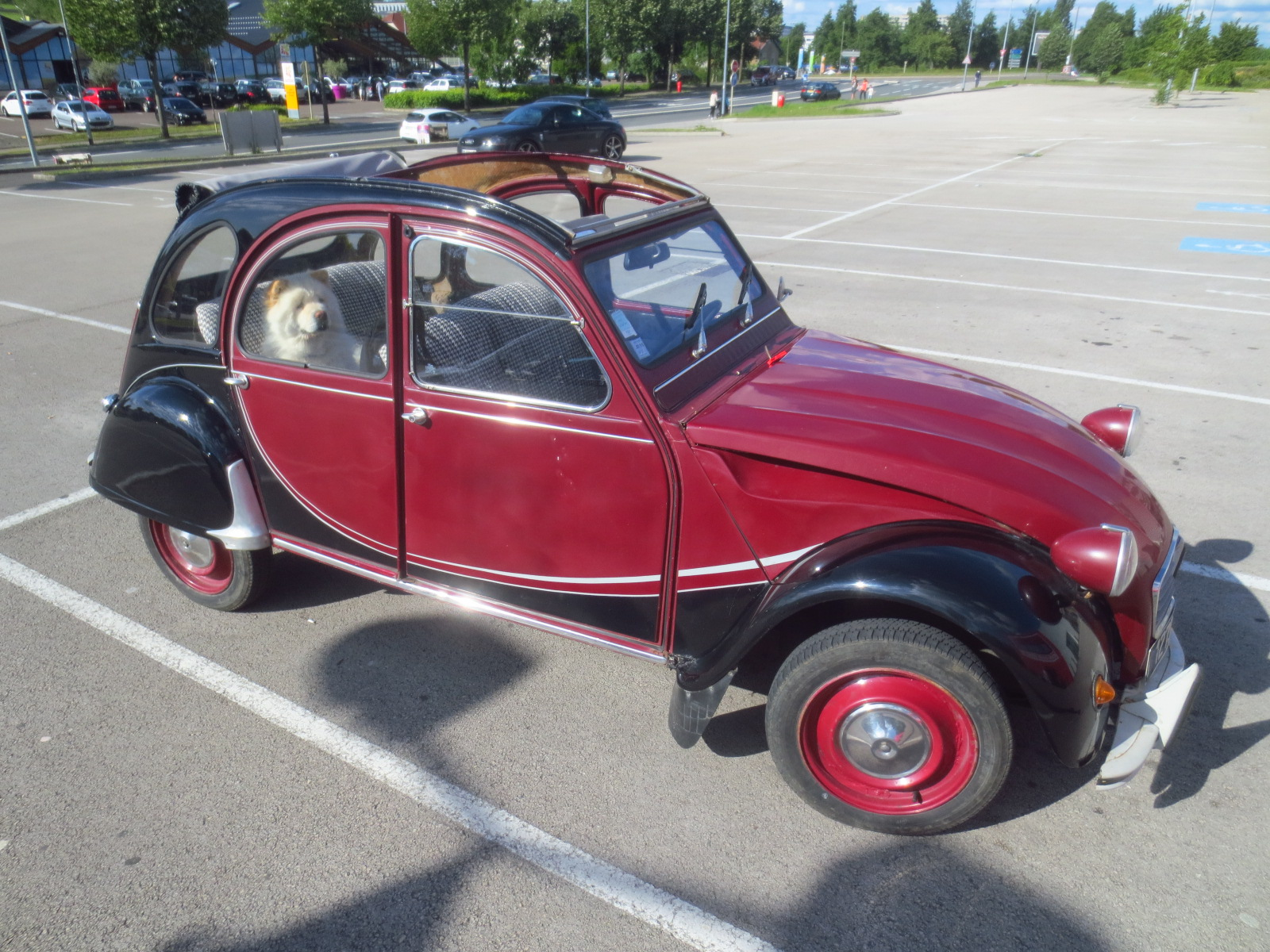
「2CV チャールストン」の限定モデル。ヘッドランプハウスがダークレッドの仕上げである。
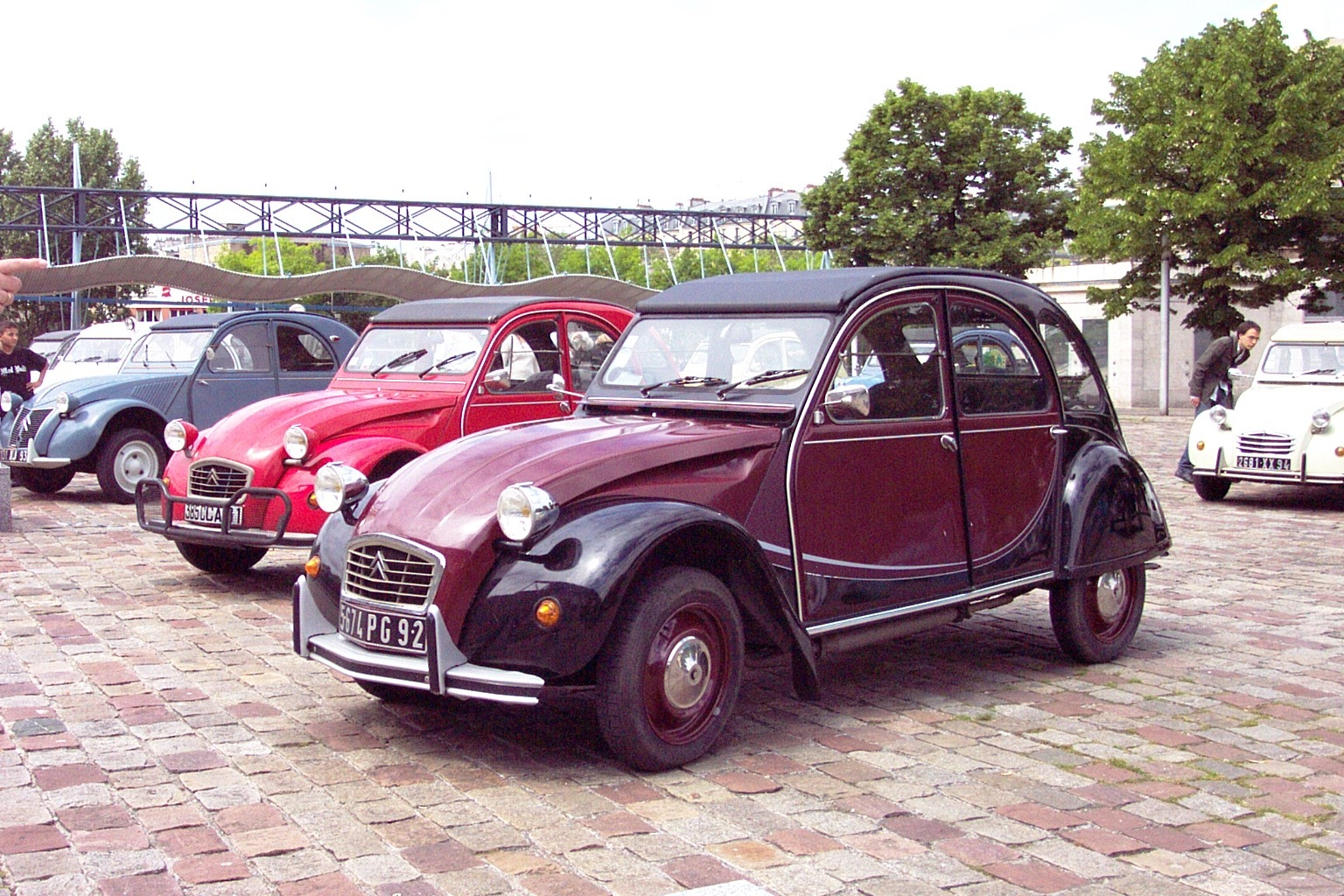
「2CV チャールストン」(手前) 。量産型モデルのヘッドランプハウスはクローム仕上げ。
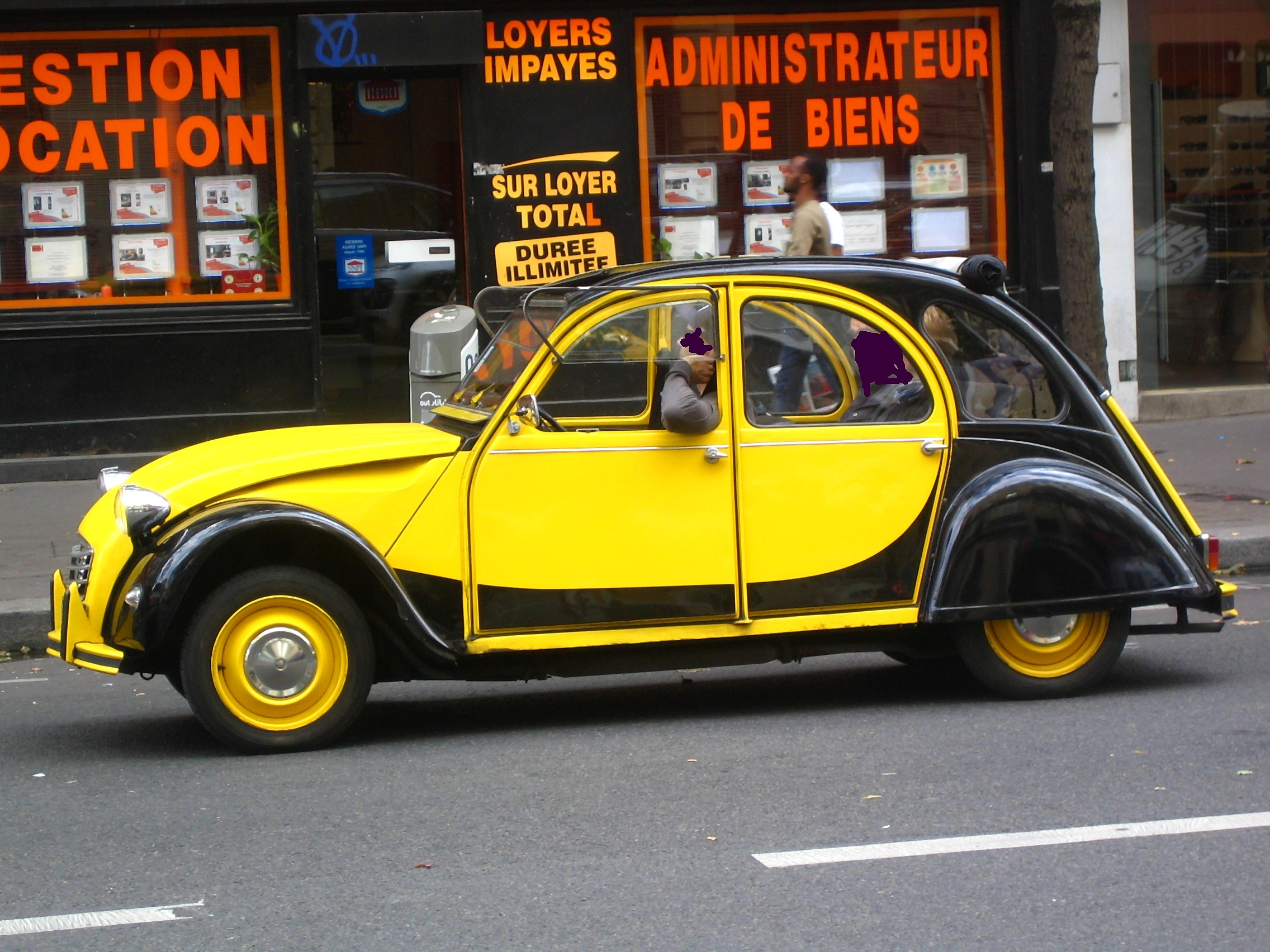
1981年にリリースされたイエロー×ブラックのモデル。
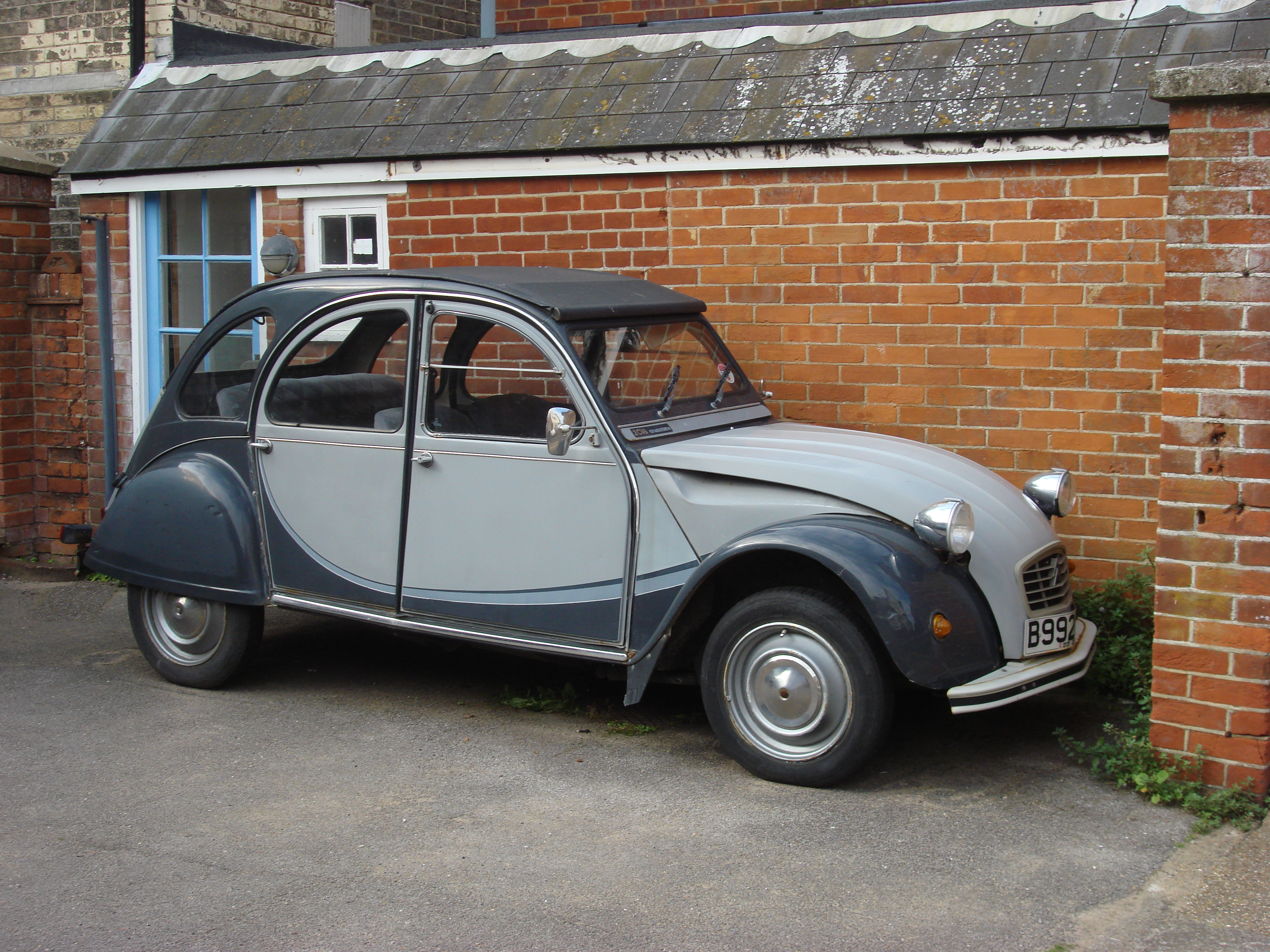
1984年7月に参入されたグレー系モデル。
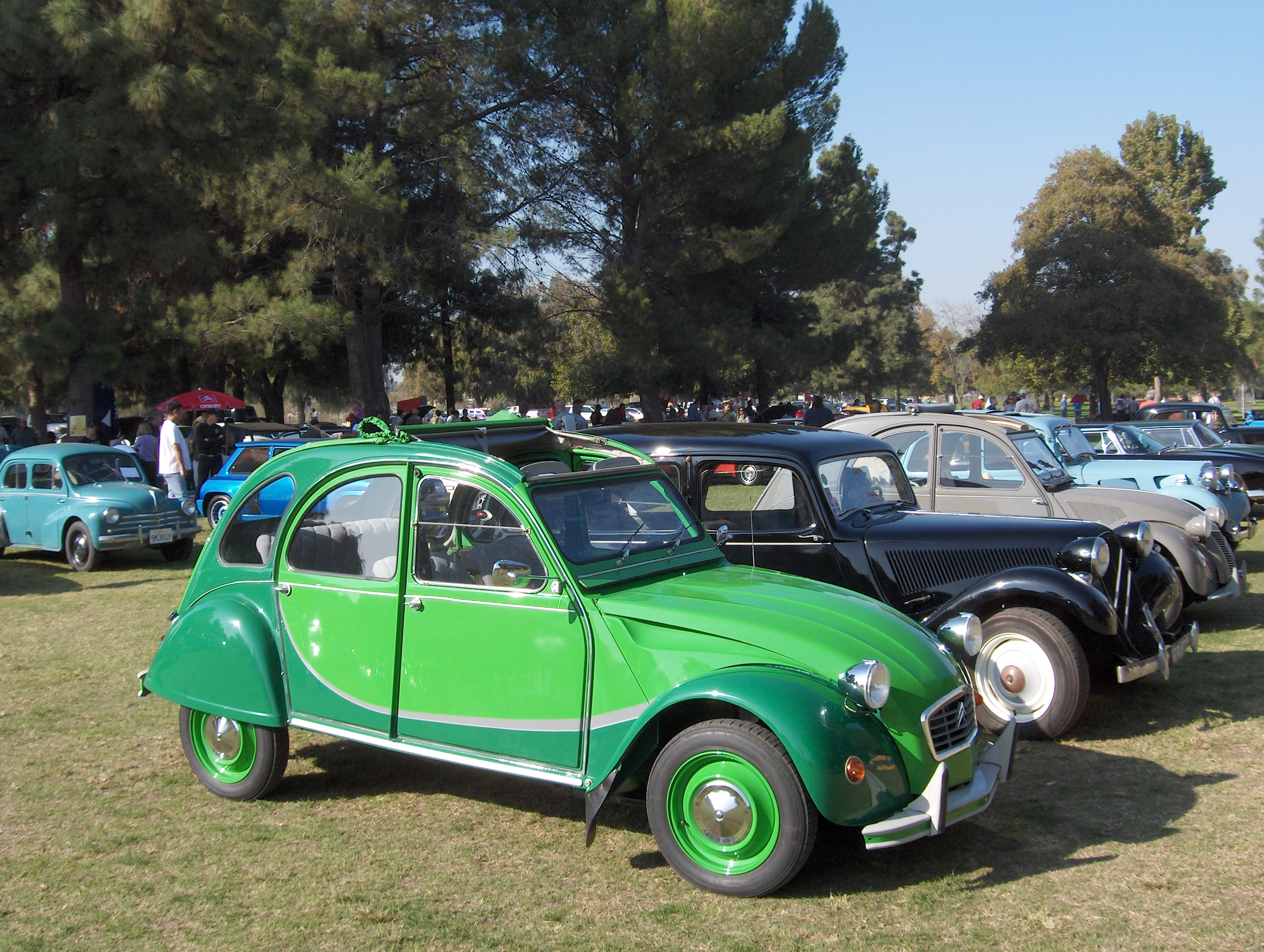
人気車種のため、こうしたオリジナルカラーリングによるレストアも多い。

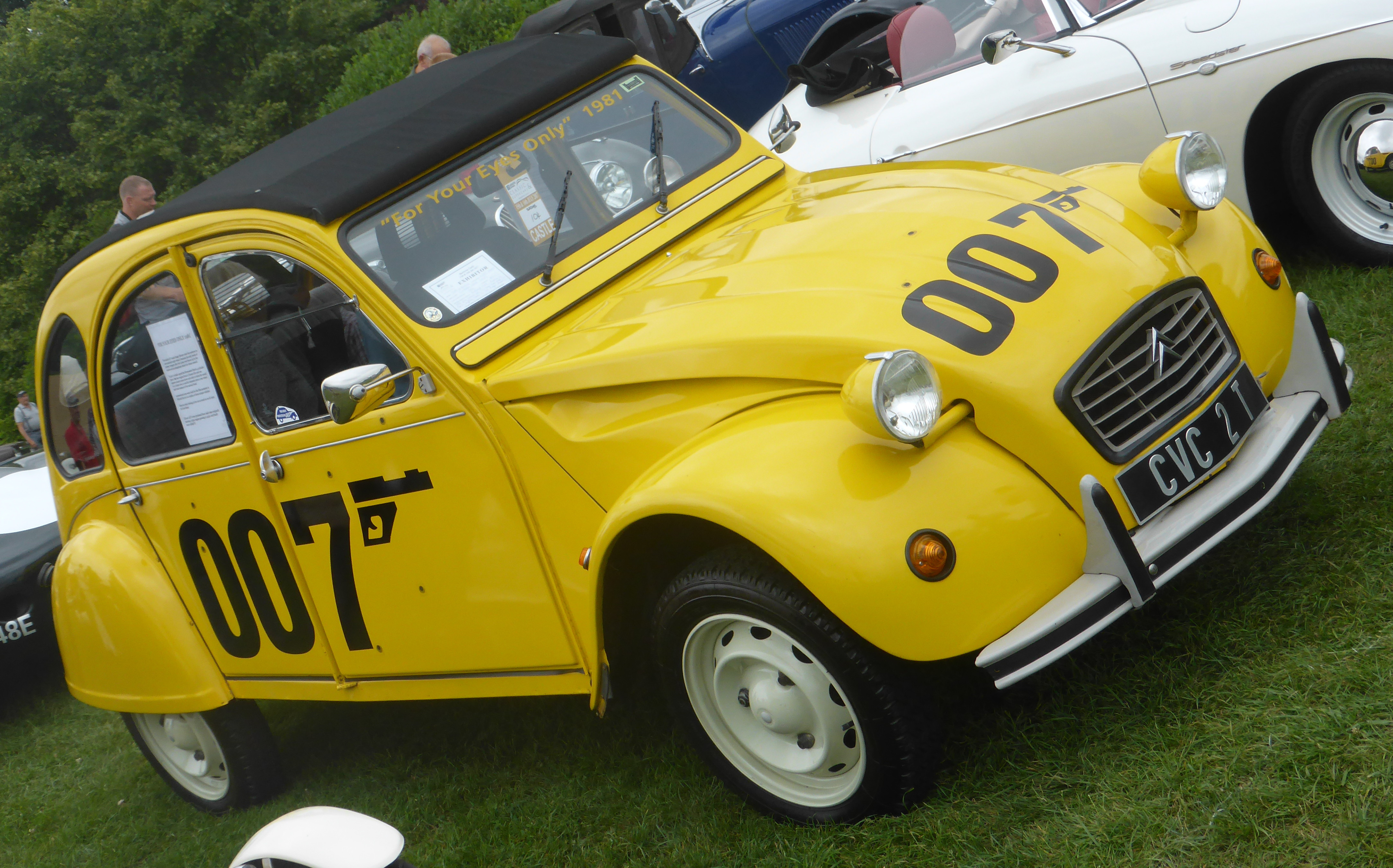
2 CV 007

- 1981年 「2CV 007」 - 同年の映画「 007 ユア・アイズ・オンリー」（原題「For Your Eyes Only」、英米合作）公開を記念したモデル。劇中でヒロインのメリナ・ハブロック（演： キャロル・ブーケ）の所有車として2CVが登場し、ジェームス・ボンド（演： ロジャー・ムーア）が運転するカーチェイスシーンがある。撮影用にはシャーシ、エンジンをスタント用に改造し、角型ヘッドランプを付けた「2CV-6クラブ イエローミモザ」が計6台作られ、そのうち3台が使用された。市販車は丸型ヘッドランプにヘリオスイエローの「2CV-6スペシャル」をベースに「007」のロゴマークや劇中で受けた銃創をデカールで表現する。10月より500台を限定発売した。

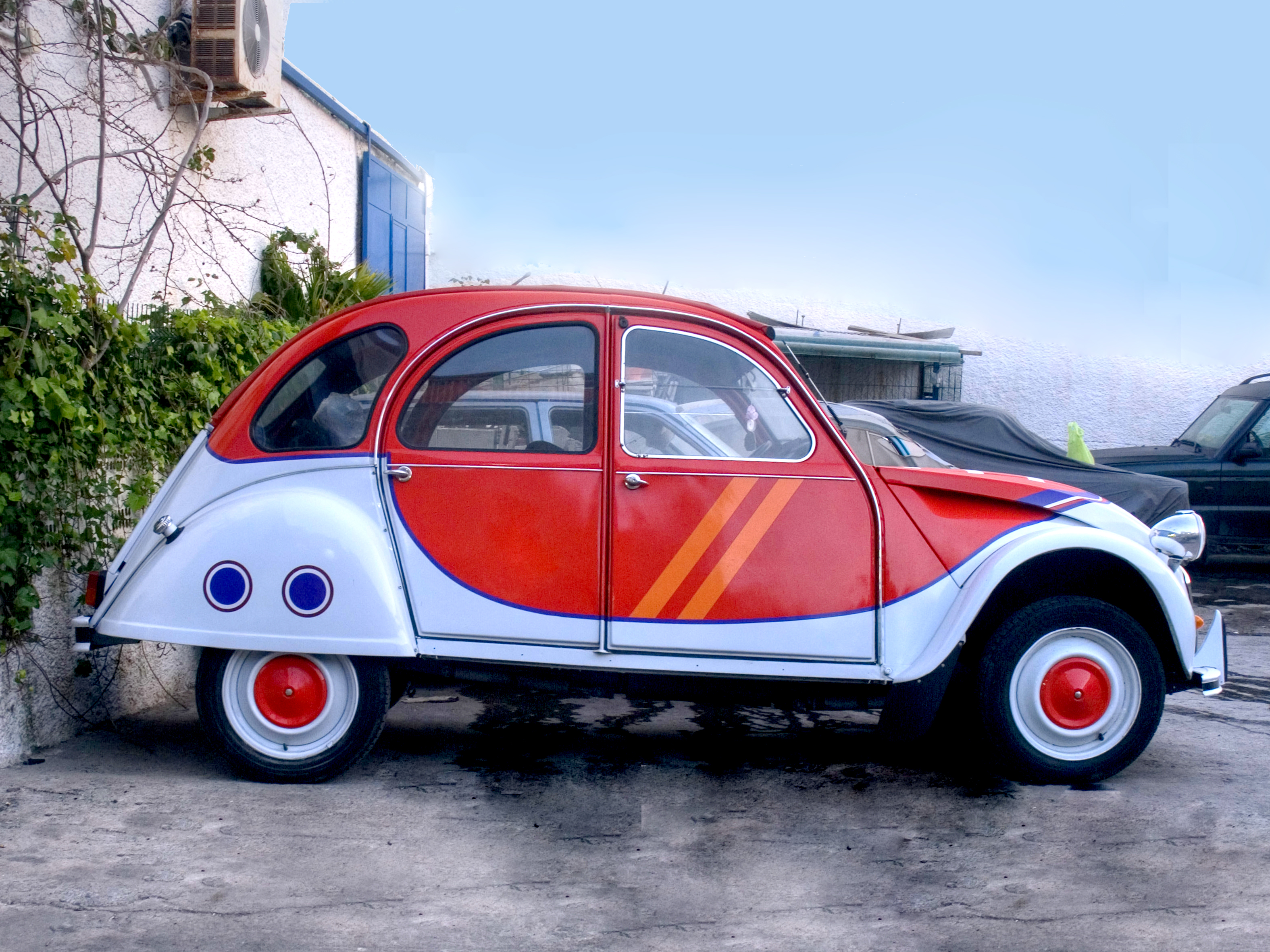
メリリャの自動車歴史博物館に保存される「2CV マルカテロ」。

- 1982年「2CV マルカテロ」(Marcatelo) - 同年に開催された第12回サッカーFIFAワールドカップスペイン大会本大会へフランスが出場した記念のモデル。前述のコンテスト優勝作品に触発されたサッカーシューズをイメージしたデザインで、スペインチームのシンボルカラーである鮮やかなスカーレット (rouge-orange) と白 (blanc) のカラーリングで、限定数は300台であった。

今大会より本戦出場国を24ヶ国に増加して行われたこの年のFIFAワールドカップ本大会において、フランスは決勝トーナメント (4ヶ国進出) まで進んだが、準決勝で西ドイツにPK負け、3位決定戦でもポーランドに敗れた。

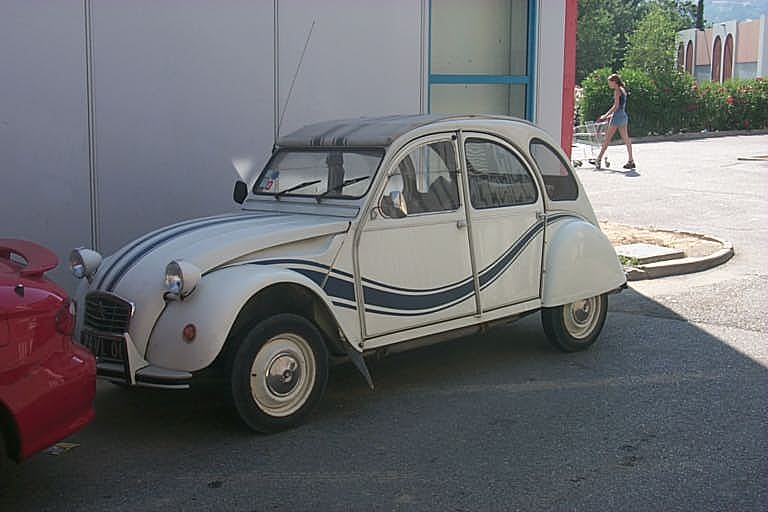
2 CV フランス３

- 1983-1984年 「2CV フランス３」(France 3) - ヨットレース「アメリカズカップ」第25回大会へのフランスチーム出場を記念したモデル。艇名「フランス三世号」に因む命名。スノー・ホワイトの車体の側面には波をイメージした青い曲線模様を、ボンネットフード、ソフトトップ、トランクドアに中心線に沿って同じ色の2対のバンドを描き、トランクドアの左下にはフランス三世号のデカールを貼る。1983年4月から翌年4月まで、2000台の限定販売。なお、ヨットレースの結果は、大会創設以来132年間に亙り優勝を独占してきたアメリカ合衆国のチームが初めて敗北を喫する歴史的大会となったが、フランスチームは予選敗退であった。

- 1985年3月 「2CV ファイヤーボール」(Fire Ball) - スイス限定で販売された。ボディカラーはゼラニウムレッド (rouge Géranium/AC435)。側面にはエンジンルームから噴き出す炎の図柄、トランクドアにはデザイン化した「FIRE BALL」の文字が書かれた火の玉のデカールを貼る[5]。

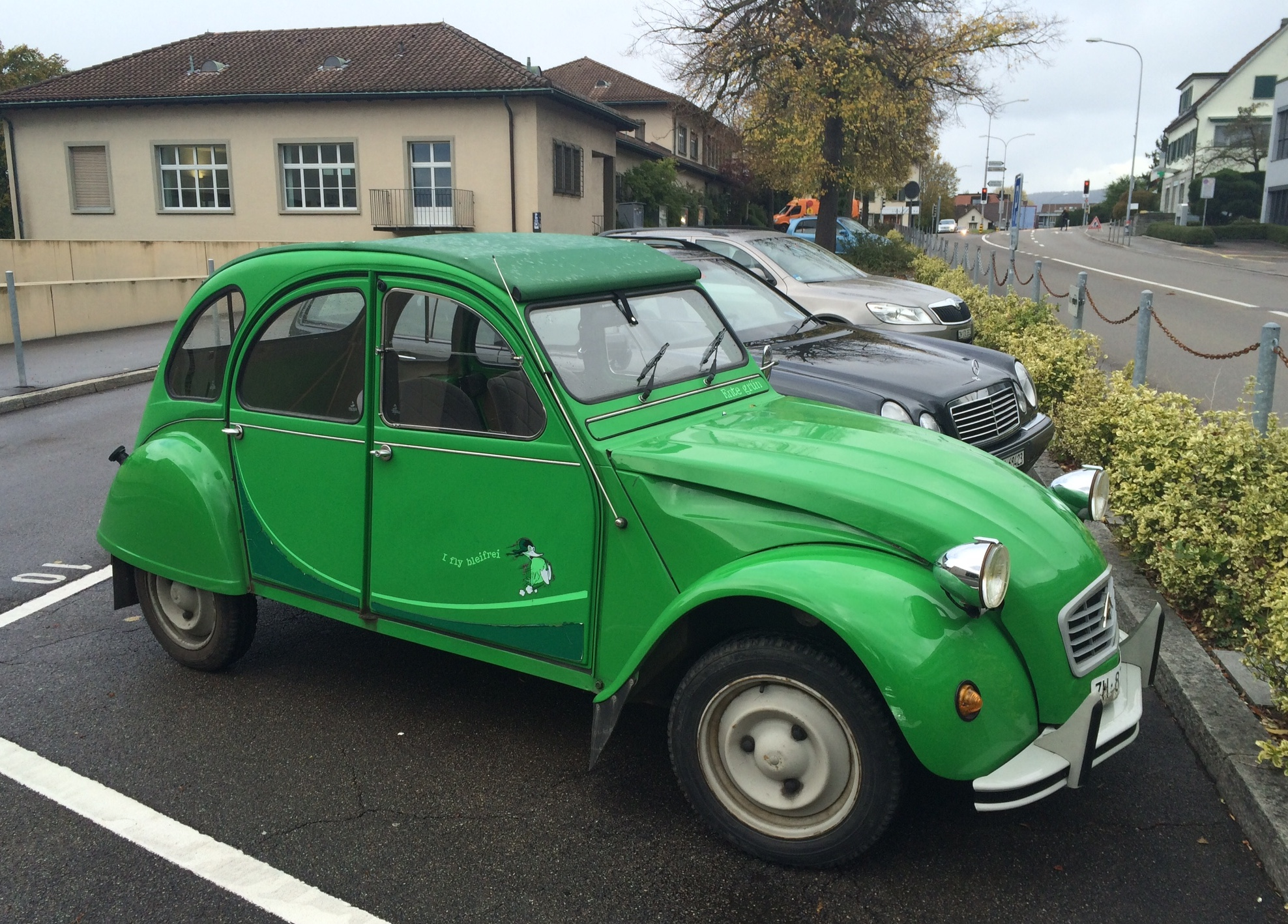
2CV エンテ・グルナ

- 1985年 「2CV エンテ・グルナ」(Ente Grün) - 「緑のアヒル」を意味するドイツ語で命名されたスイス限定のモデル。ドイツ語圏で2CVが「Die Ente」（あひる）の愛称で親しまれていたことに因む[6]。インテリアには「アミ」用のダッシュボードやシングルスポークのステアリングホイール等を装備し、ボディカラーは鮮やかな黄緑色 (vert Bamboo/AC533) をメインに蒼瓦色 (vert Tuilerie/AC531＝濃い緑色) をアクセントに加えたツートーン。ゴーグルとヘルメットを着けたアヒルのキャラクターのイラストを両側フロントドアとトランクドアに示す。イラストに添えられた英語とドイツ語をミックスした「I fly bleifrei」の文字は「無鉛で行こう」程度の意味で、有鉛燃料に対する規制が強化され始めた頃のスローガン。 このモデルも無鉛ガソリン車である[7]。

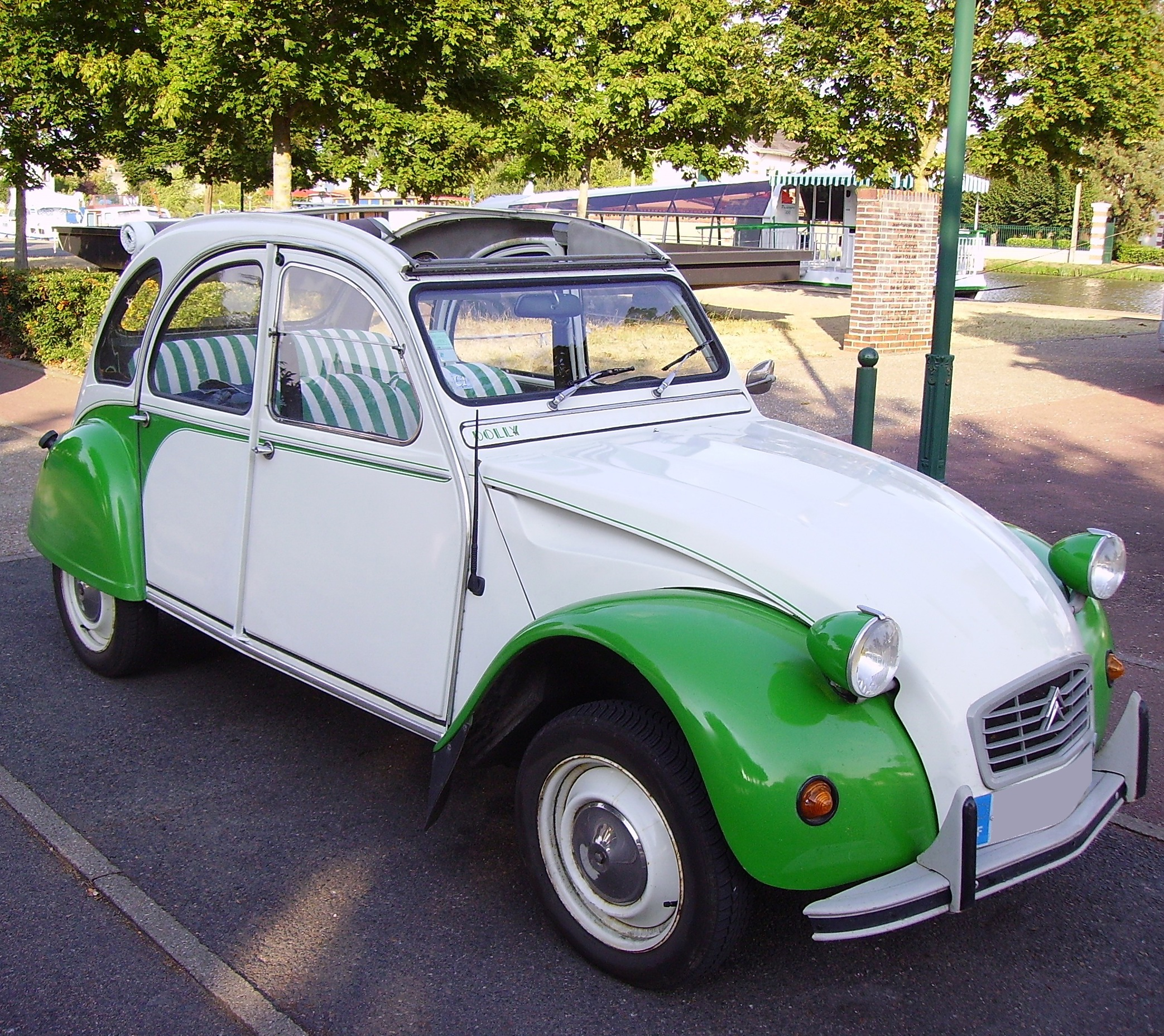
「2CV ドーリー」　1985年10月に登場したカラー・パターン

- 1985-1986年 「2CV ドーリー」(Dolly)  - これまでの限定モデルの成功を承けて発売されたツートーンカラーモデル。命名は、1964年に初演されたアメリカ合衆国のミュージカル「ハロー・ドーリー!」(のちに映画化もされた）の主人公・ドーリー (本名：ドリー・ギャラガー・リーヴァイ。「ドーリー」はその愛称) の名に因む。前後のフェンダーとボディ側面の一部、およびトランクドア、ソフトトップに他の部分とは異なる色を配したモデルで、1985年3月(3パターン、計3000台) 、同10月 (3パターン、計2000台) 、1986年4月 (1985年10月発売のうち2パターンを継続し、1パターン追加、計2000台) の3回に亙り、7種類のカラー・パターン[8]が販売された (年式も含めると全9種類) 。インテリアも随所に特別の装備が設けられた。

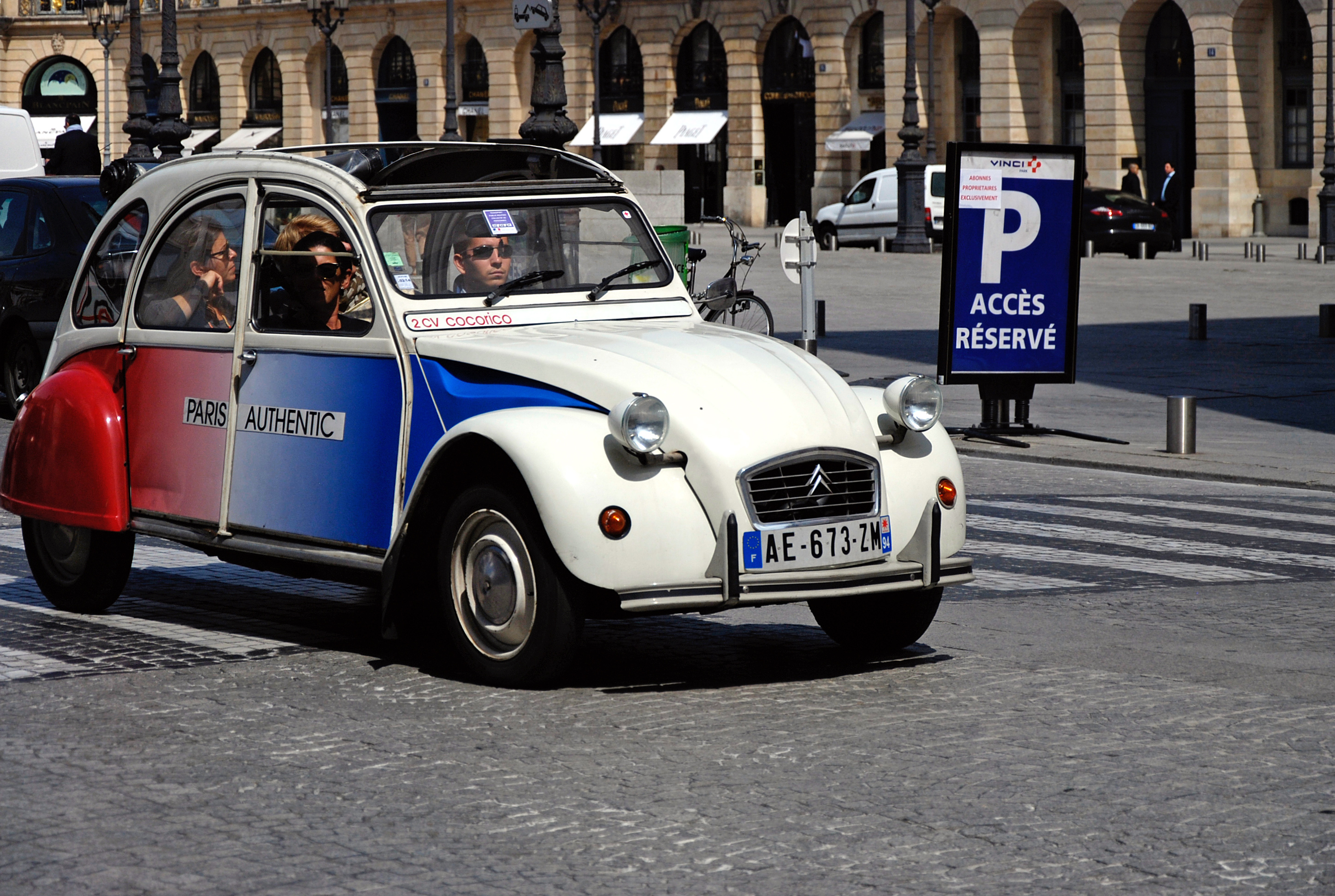
タクシーとして利用される「2CV ココリコ」　2013年撮影

- 1986年 「2CV ココリコ」(Cocorico) - フランスの第13回サッカーFIFAワールドカップメキシコ大会本大会出場を記念したモデル。大会終了後の10月から1000台が限定発売された。スノー・ホワイトのベースに側面側の窓より下部分(前輪フェンダーと後輪フェンダーより後方部分を除く)にトリコロールのグラデーションをあしらい、インテリアはジーンズ風とした。外装のトリコロール・グラデーションは安価に仕上げるためにステッカーによるものであった。

この年のFIFAワールドカップにおいてフランスは、16ヶ国による決勝トーナメントに進出、準決勝で西ドイツに敗れたものの3位決定戦では延長の末にベルギーを破る活躍を見せた。しかしココリコは、あまりにも目立ちすぎて愛国的すぎると見做され、他の限定シリーズと比べて商業的には成功しなかった。最後の1台が売れたのは、発売から6ヶ月経った1987年3月であった。
- 1987年 「ザウス・エンテ」(Sauss Ente) - 「俊足アヒル」程度の意味のドイツ語で名付けられたドイツ限定モデル。生産数は400台。ボディカラーは先述の「2CV エンテ・グルナ」と同色で、両側ドアとトランクドアに「エンテ・グルナ」と同じアヒルのキャラクターが疾走するイラストをあしらったデカールを貼る。各イラストには「Sausss Ente」と「VON 0 AUF 100 IN 59,4 s」(0から100まで59.4秒) の文字がある。内装もアミ用のダッシュボードやシングルスポークのステアリングホイール等を装備した「エンテ・グルナ」同様の特別装備[9]。

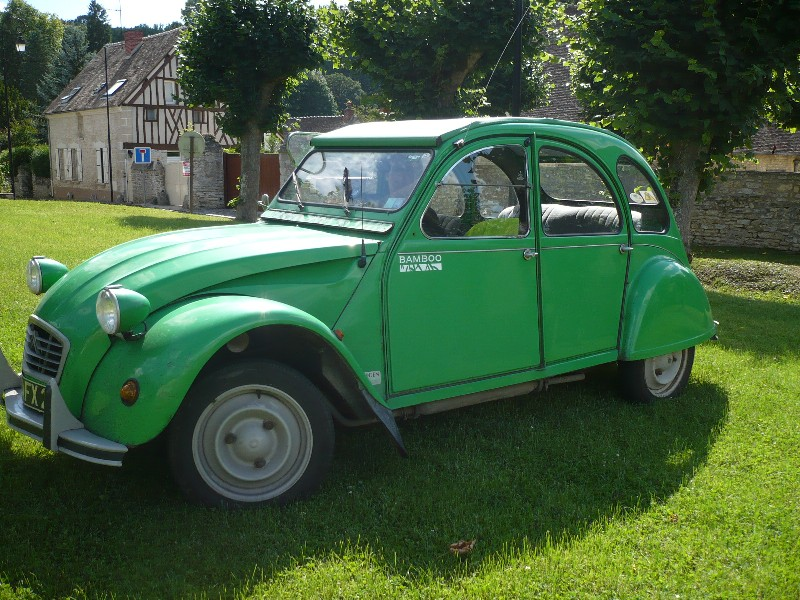
2CV バンブー

- 1987-1988年 「バンブー」 - イギリスおよびアイルランド限定販売。ボディは鮮やかな黄緑色で、フロントドア両側とトランクドアに竹のイラストと竹をデザインした筆線で書いた「BAMBOO」の文字から成るロゴマークが描かれる。

- 1988-1989年 「ペリエ デザイン」(Perrier design) - フランスの天然炭酸入りミネラルウォーター「ペリエ」の販促用に作られたラッピングカ―[注釈 6]。製造数はペリエの発売会社が発注し納入された１台のみ。

- 1988-1989年 「2CV ペリエ」 - 同じペリエに因む市販モデル。ブリュッセル工場製造によるスノー・ホワイトの 「2CV 6スペシャル」がベースで、ベルギーとルクセンブルクでのみ販売された。ボンネットの中央トップにはペリエのキャラクターであるゴリラの「フー (Fhou) 」の小像が取り付けられ (任意の着脱可能) 、伸ばした腕の先からは涙を象徴する液体が流下した跡を示す模様が、ボンネット面にペリエのシンボルカラーである緑色のステッカーで施される。ギアレバーノブも緑色で、ステアリングホイール中央と、トランクドアの左下にはペリエのロゴがあしらわれた。センターコンソールの位置にペリエのボトル6本が入る12 Vの冷蔵庫が配置され、キャビンの4枚のドアの内側には棍棒やペリエの瓶を持ったフーの小さなイラストが複数描かれた[10]

### 2CVの派生車
- 1951年 - 2CV タイプAのセンターピラーから後ろを箱形の荷室にしたユーティリティー（バン）、AU（後のAK）発表。
- 1954年 - 425ccエンジンのタイプAZのユーティリティー、AZU発表。
- 1958年 - 2基のエンジンを前後に積む4WD車、4×4サハラ（Sahara : タイプAW）発表。

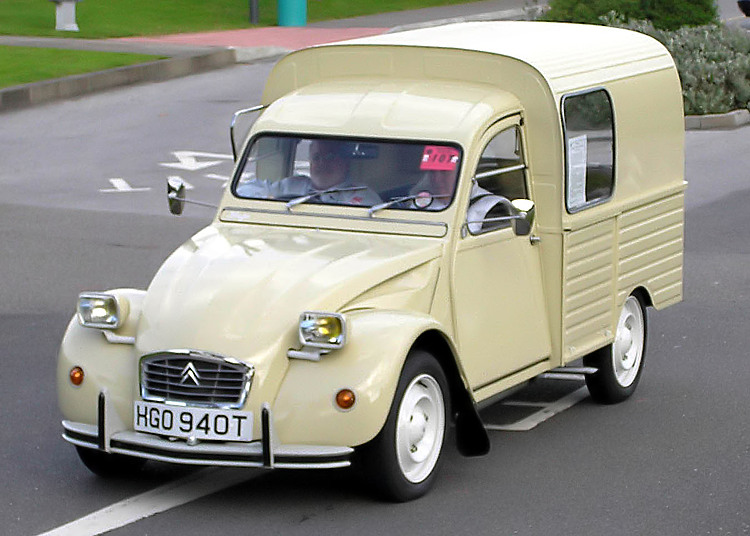
AK
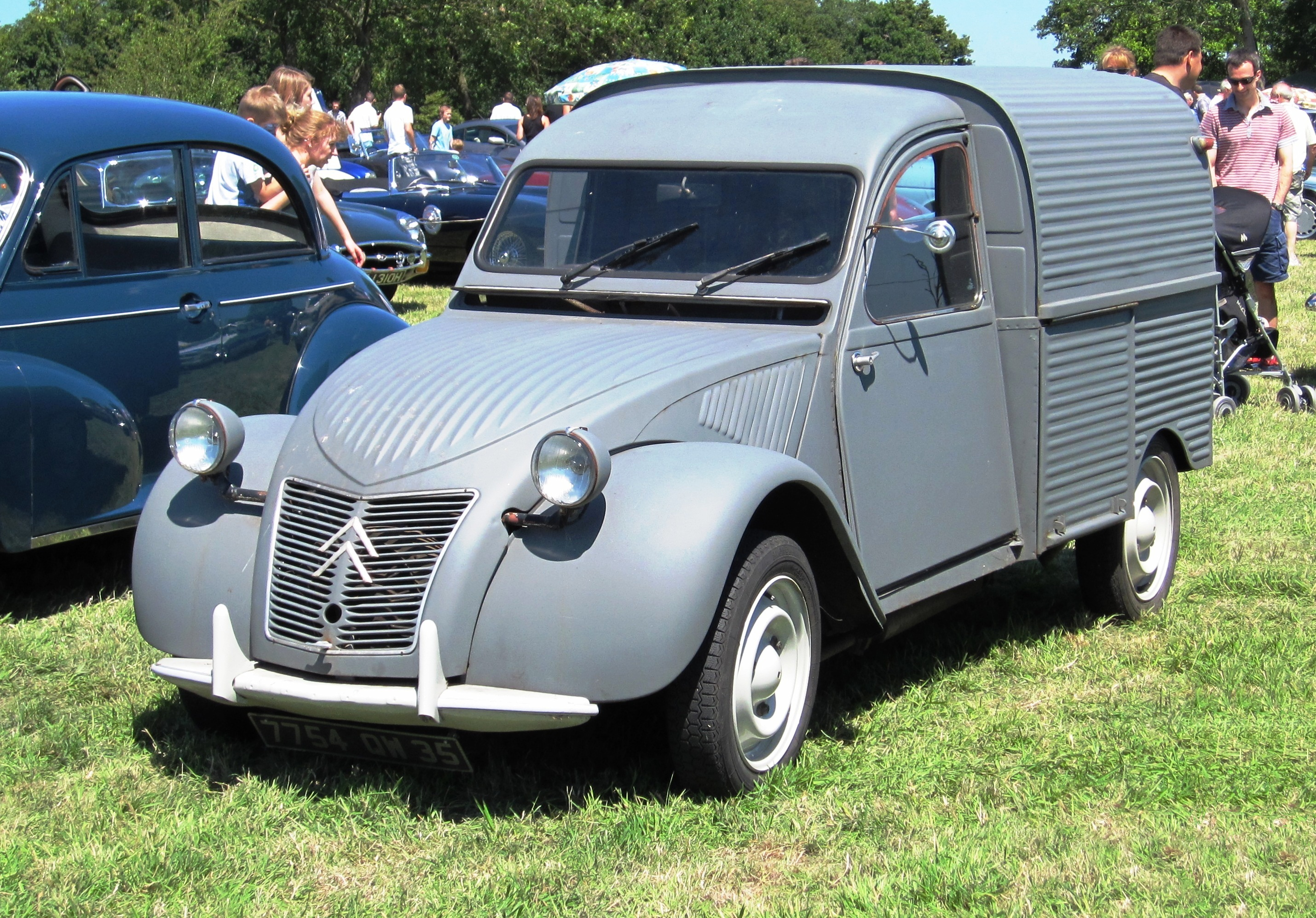
AZU
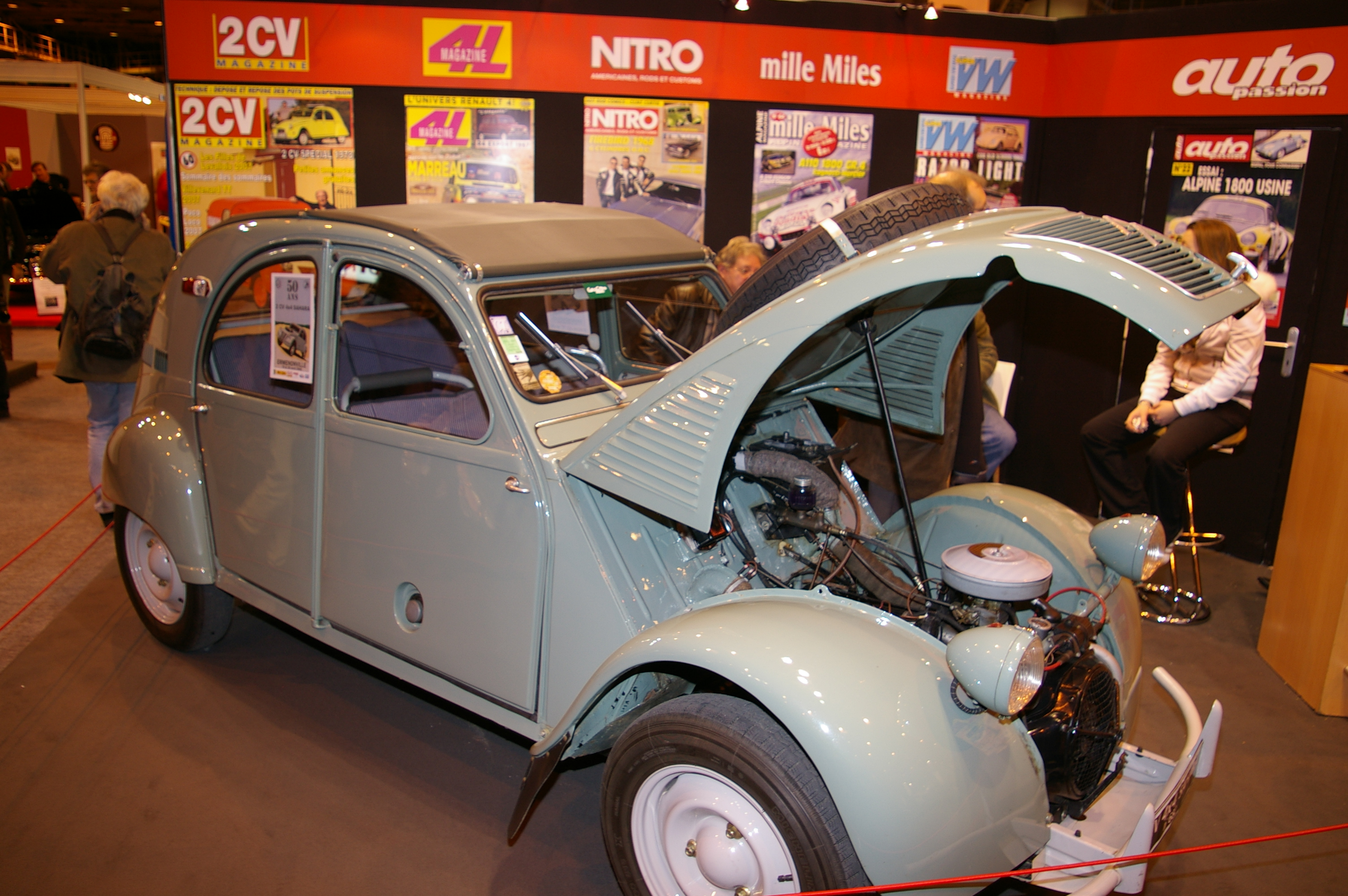
通常の2CVと同じくボンネット内に搭載される「2CV サハラ」の前輪用エンジン。
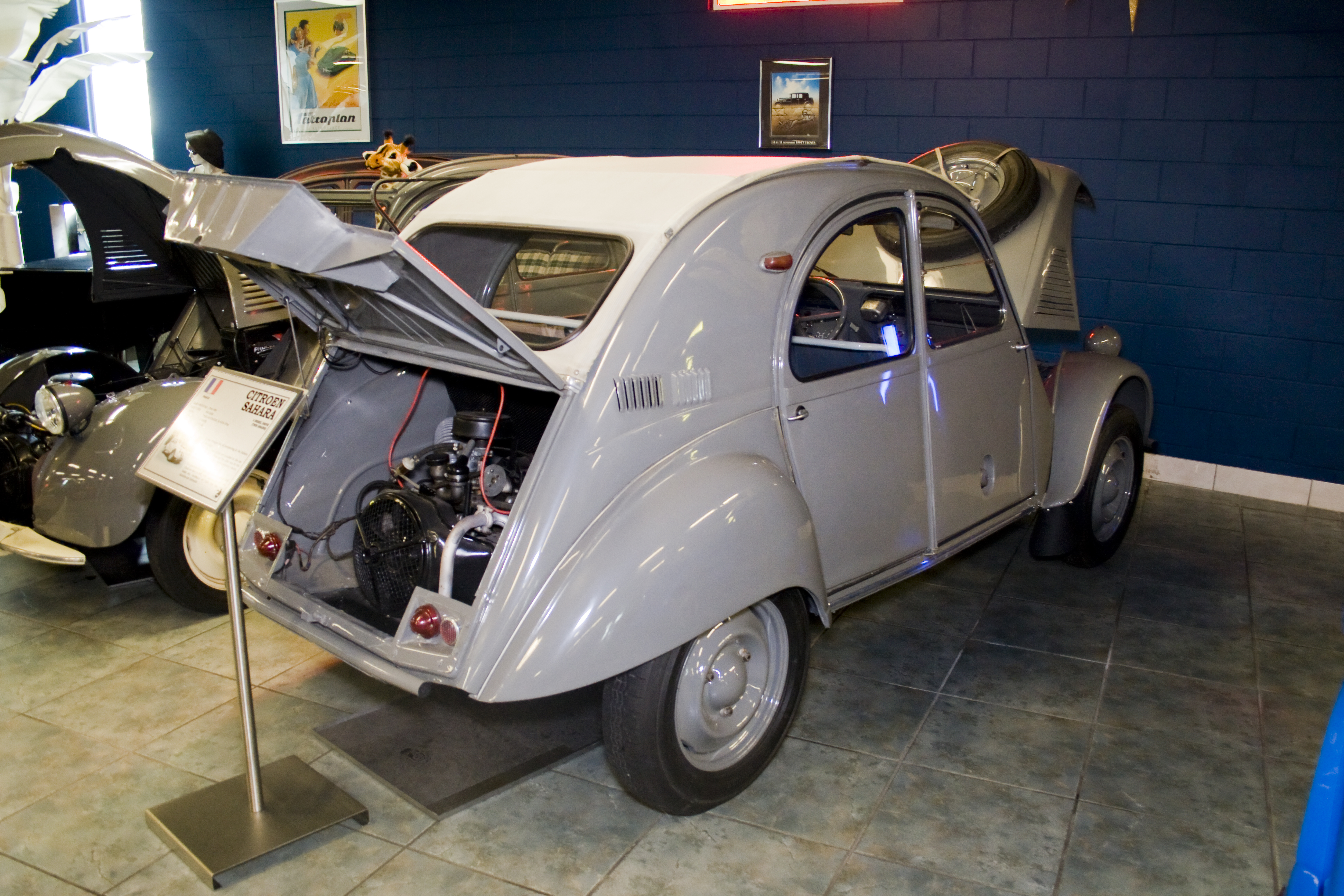
トランクルームに搭載された「2CV サハラ」の後輪用エンジン。
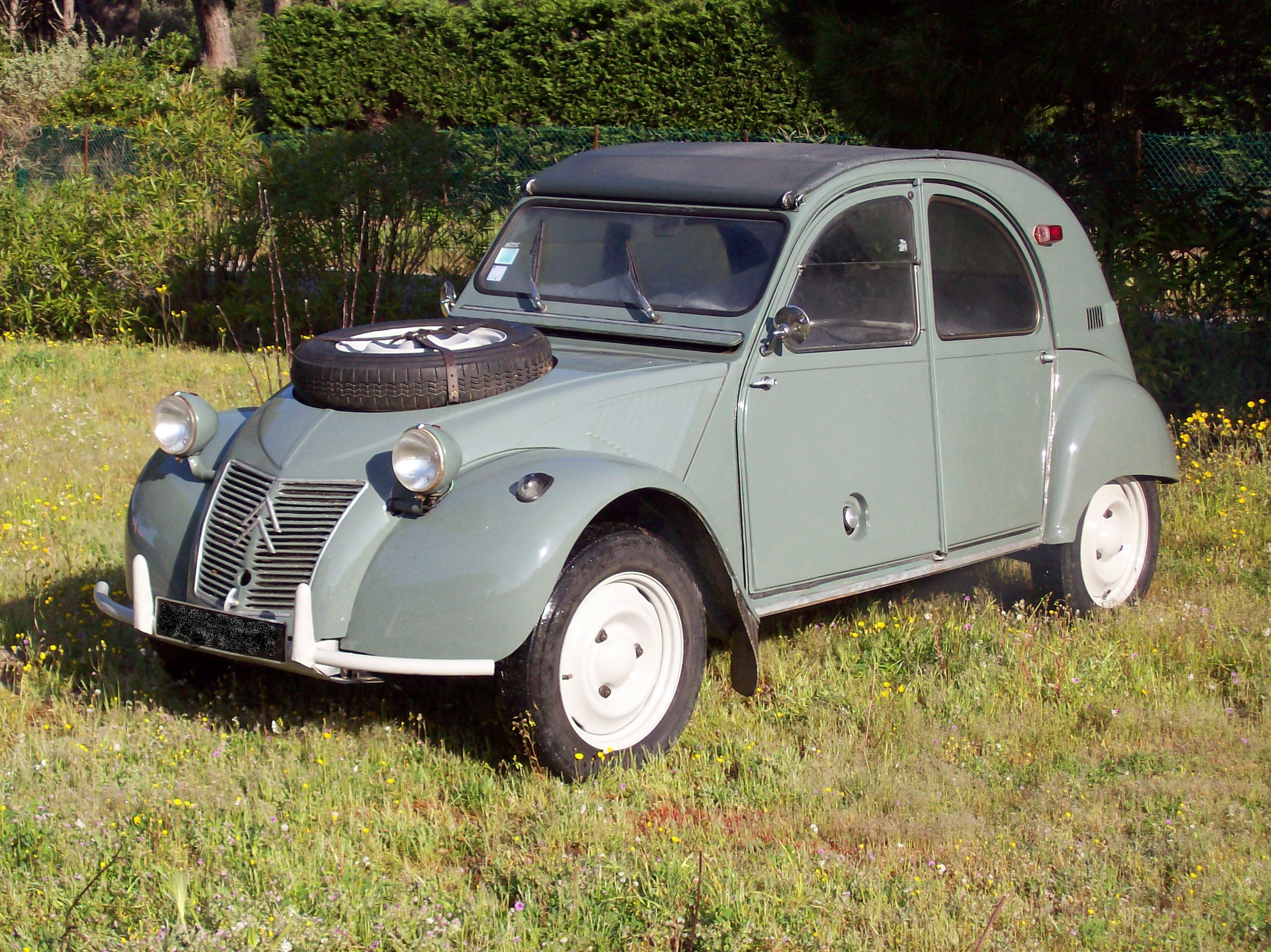
「2CV サハラ」外観。トランクルームにエンジンが入ったのでスペアタイヤはボンネット上に搭載する。

- 1960年 - 英国で生産されるFRPボディの2ドアクーペ、ビジュー (Bijou) 発表。
- 1961年 - 小さなDSとしてアミ6（Ami 6）発表。
- 1967年 - 2CVの後継車ディアーヌ（Dyane）発表。
- 1968年 - ABS樹脂ボディの多目的車メアリ（Méhari）発表。
- 1973年 - 途上国向け多目的車FAFを発表。

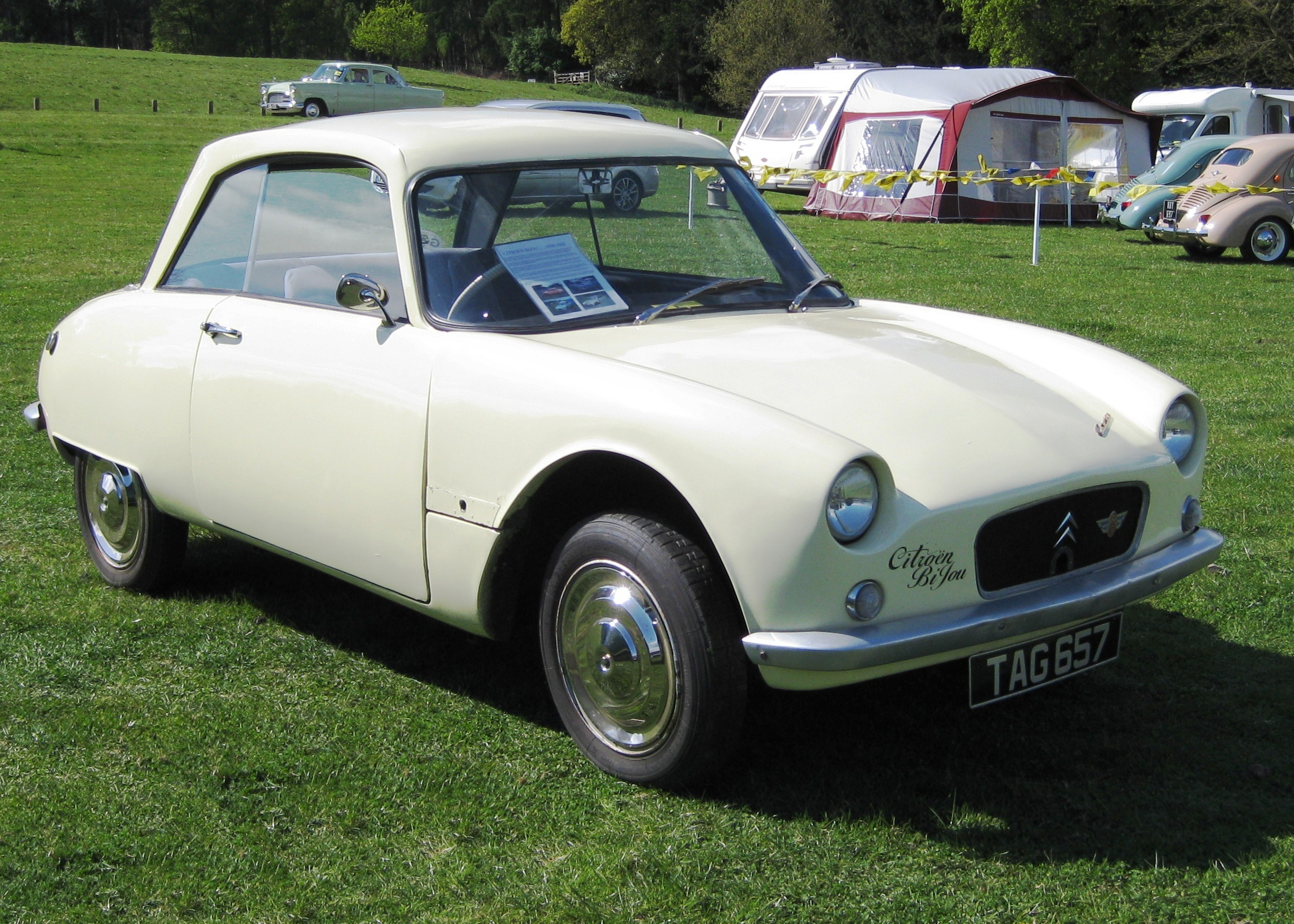
ビジュー
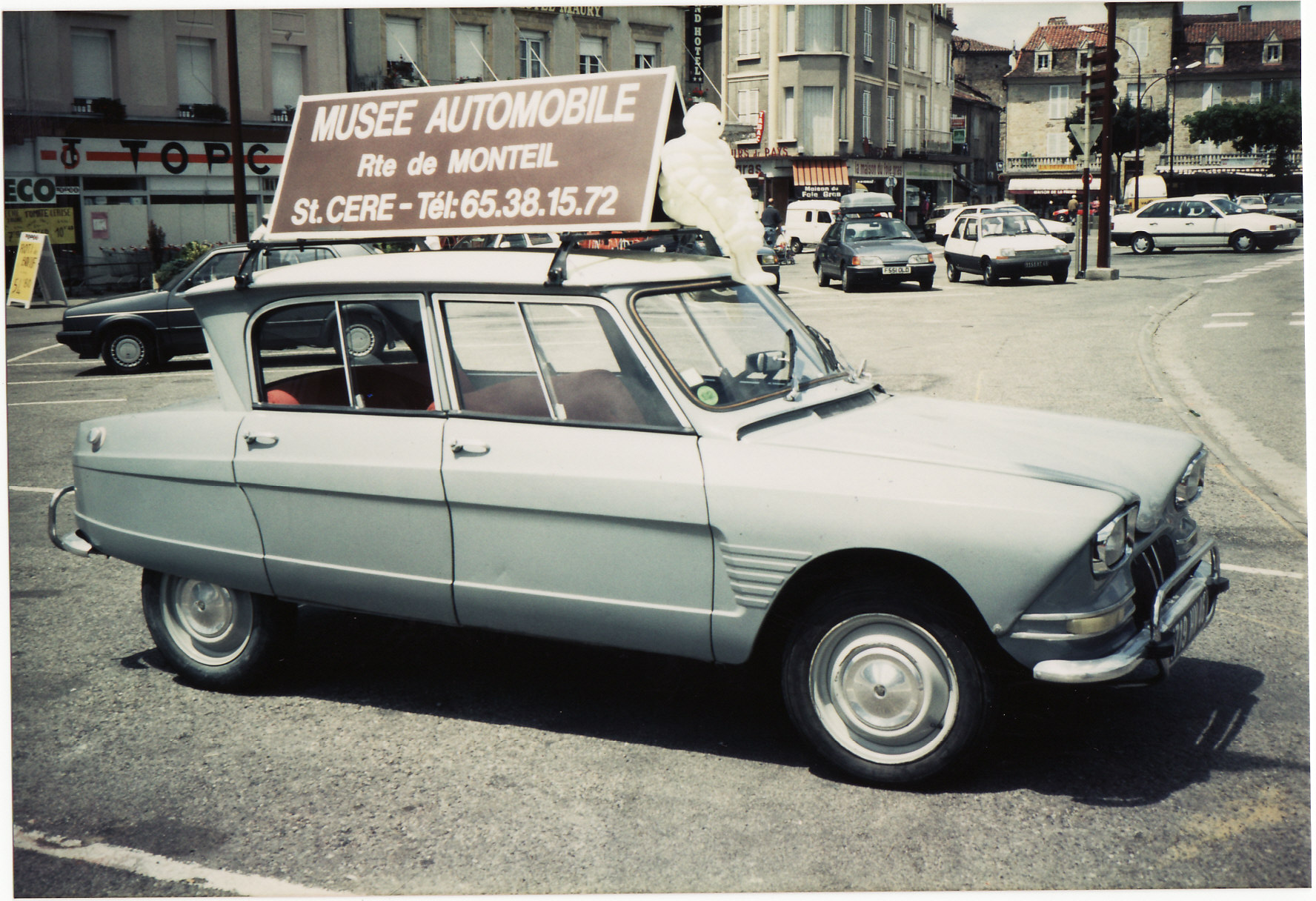
アミ 6
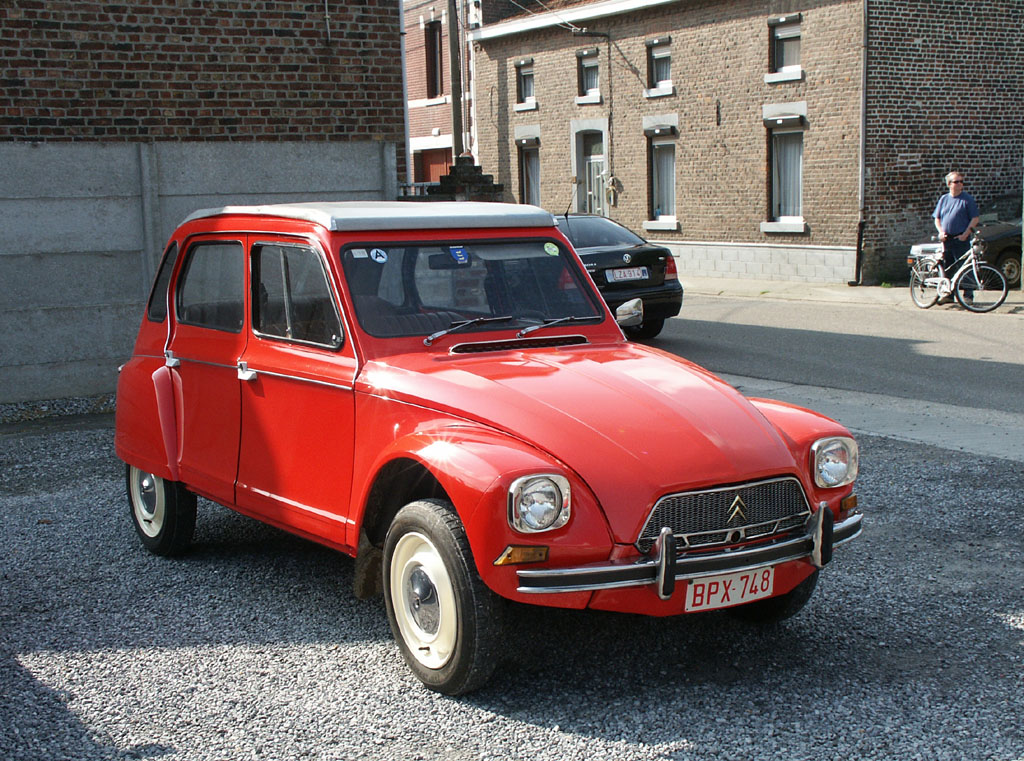
ディアーヌ
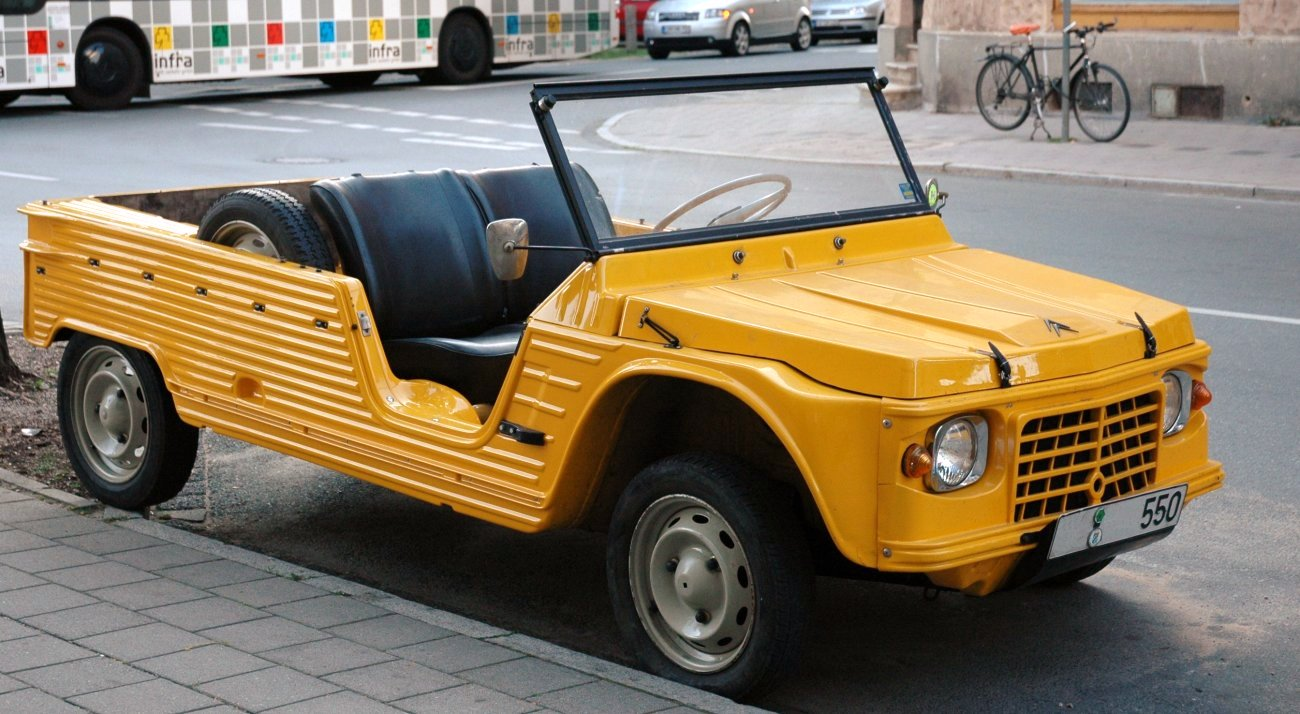
メアリ
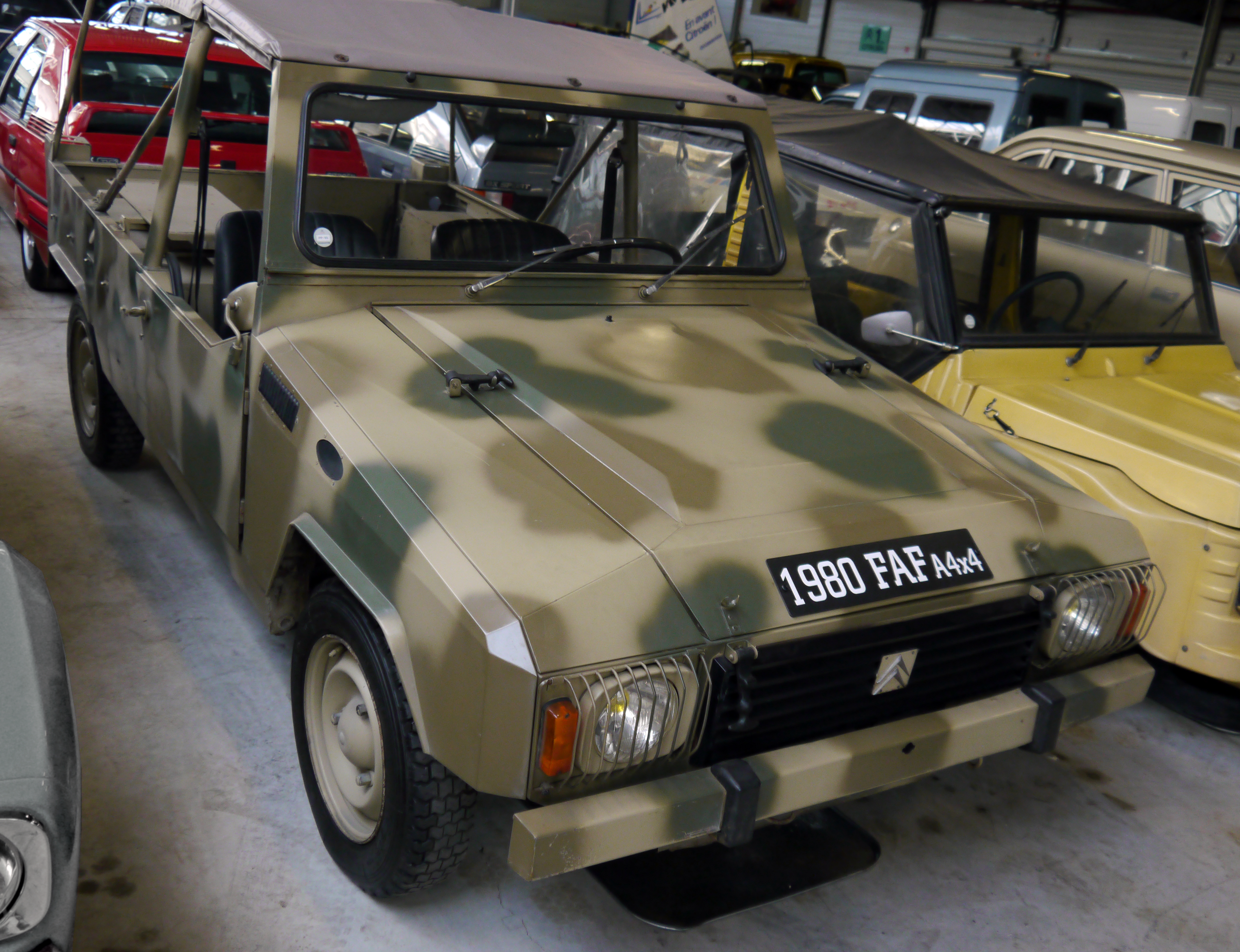
FAF　ボディ・装備は各地の需要に合わせて現地で改造された。

- このほか、2CVのシャーシを利用したさまざまなキットカーが制作された。例えば、テイヨール・タンガラ、Lomax、ホフマン 2CV カブリオなどは日本にも輸入されている。

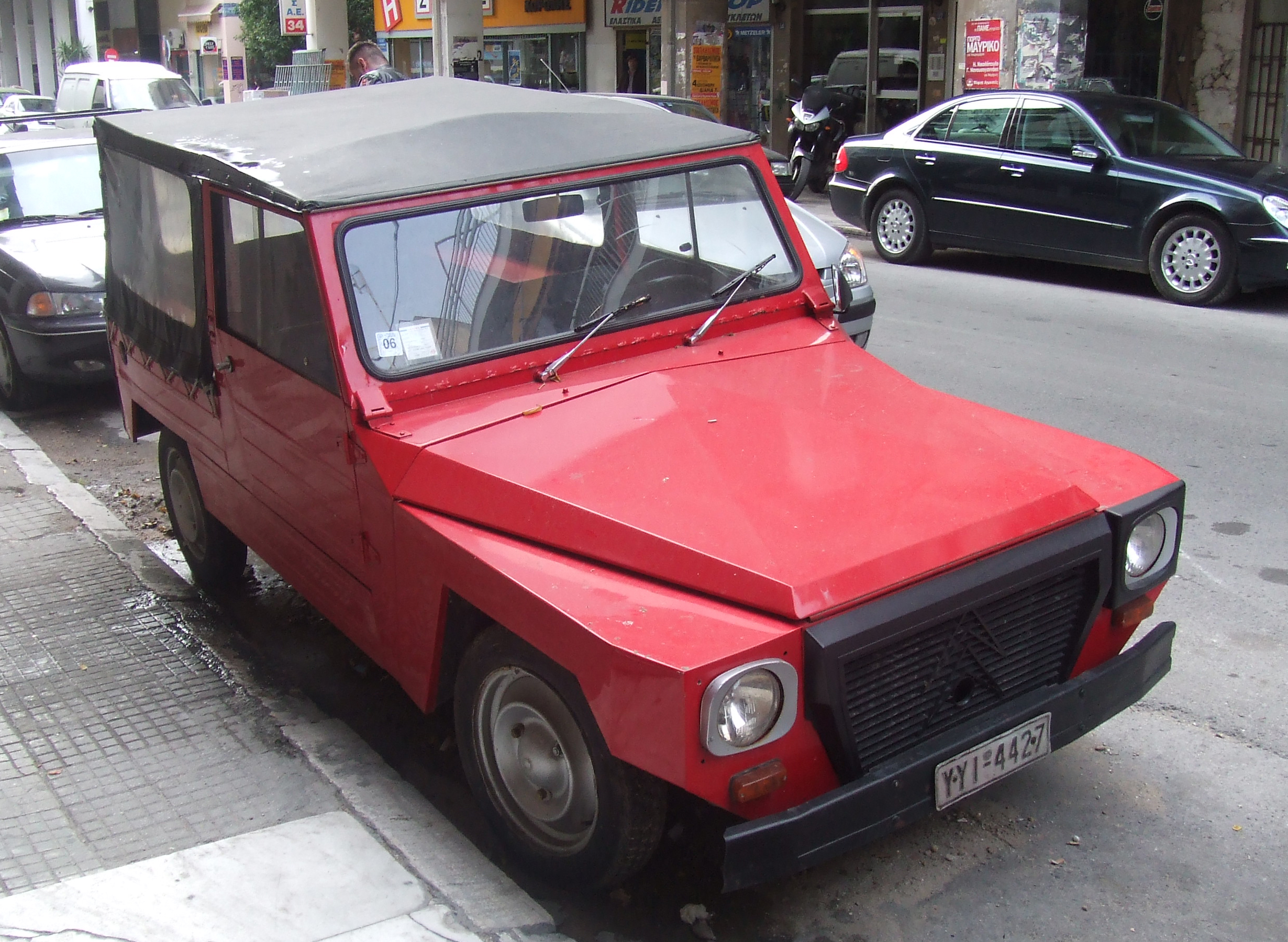
ポニー　FAFの前身。1972年、ギリシャの会社ナムコが生産して30,000台を売り上げた。
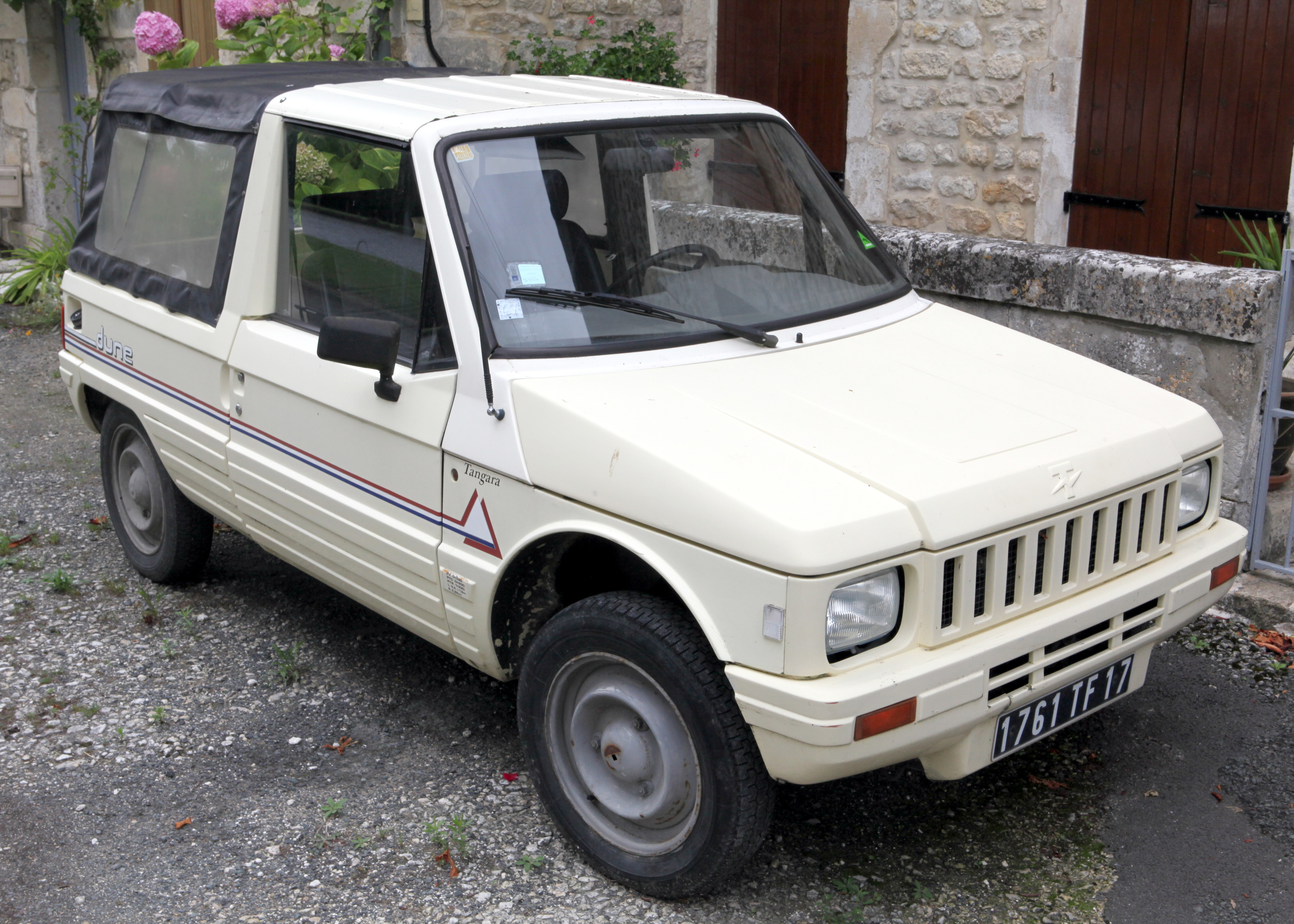
テイヨール タンガラ
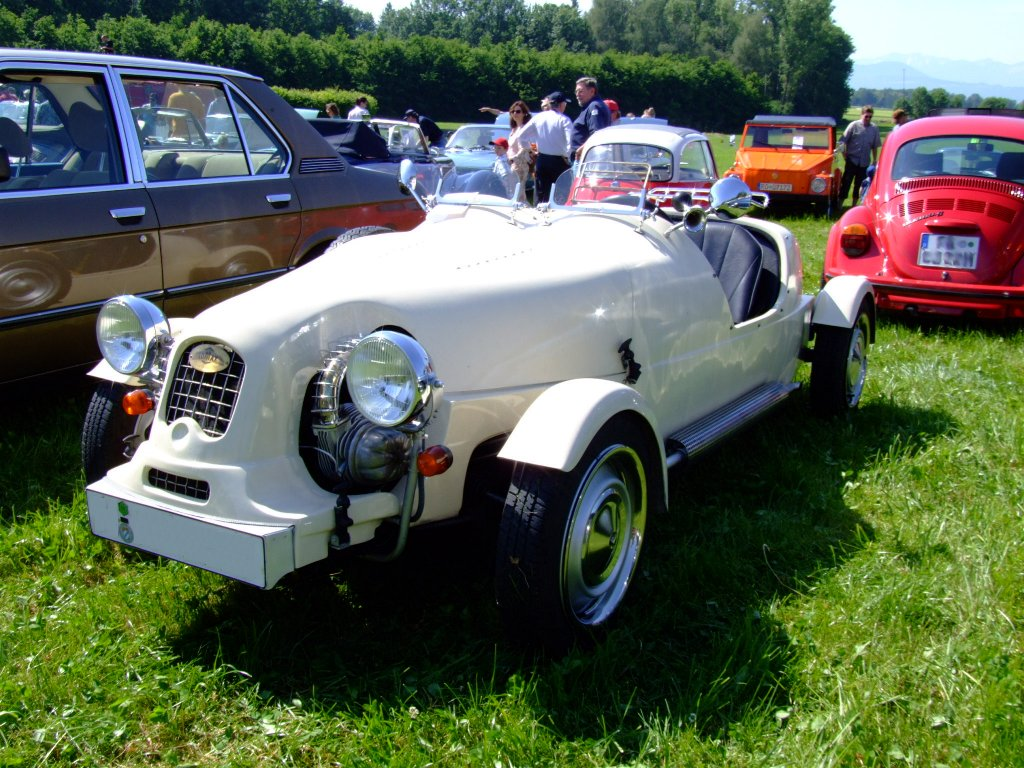
Lomax 224
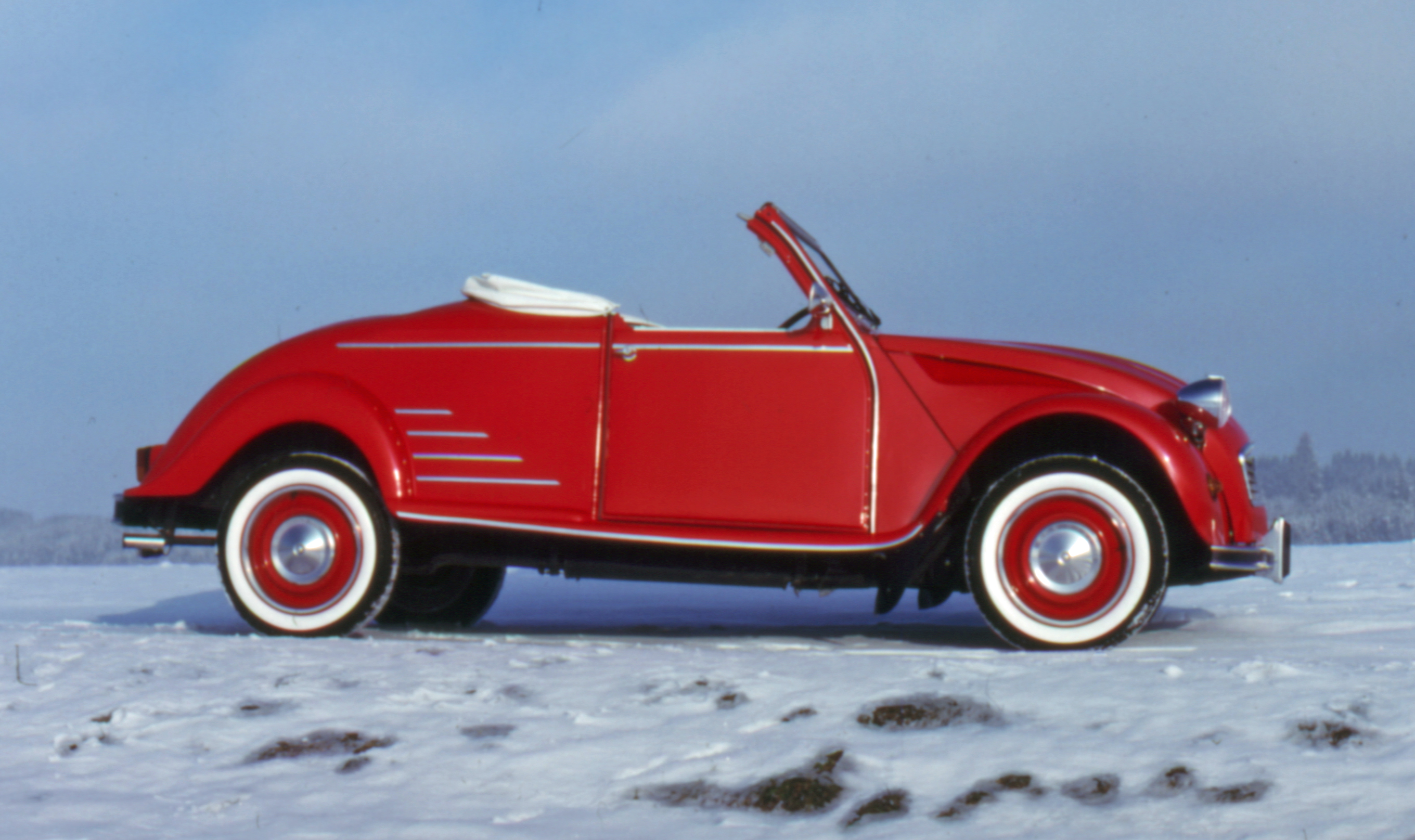
Hoffmann 2cv Cabrio

### 終焉
だが1980年代に至ると、基本設計が余りにも古くなり過ぎ、衝突安全対策や排気ガス浄化対策などに対応したアップデートが困難になってしまった。それにつれて販売台数も低下、1988年にフランス本国での生産が終了し、ポルトガル工場での生産も1990年に終了した。
40年に渡る長いモデルスパンはビートルこと「フォルクスワーゲン・タイプ1」や初代「ミニ」と肩を並べるものであった。

## スタイル・機構
全長×全幅×全高は3,830×1,480×1,600mmで、全高を除いては現代の小振りな1,000～1,300cc級乗用車並みのサイズである（初期は全長3,780mm）。重量は極めて軽く、375ccの初期形で495kg、602ccの末期形で590kgに過ぎない。安全対策装備がほとんど備わっていないという実情はあるが、サイズに比して極めて軽量で、その構造が簡潔かつ合理化されている事実を伺うことができる。

### ボディ外観
発表時から絶えず悪口や嘲笑の的に、更には無数の冗談の種になったスタイルであるが、きわめて合理性に富んだ機能的デザインである。実用性を最重視しつつも、結果として極めて個性的かつユニークなスタイルとなった外観は、現在でも多くの支持者を集めている。
1960年までは外板の一部（エンジンフード等）に強度確保のため波板構造を用いており、機能優先な外見だった（1961年以降は 5本峰の補強外板となった）。

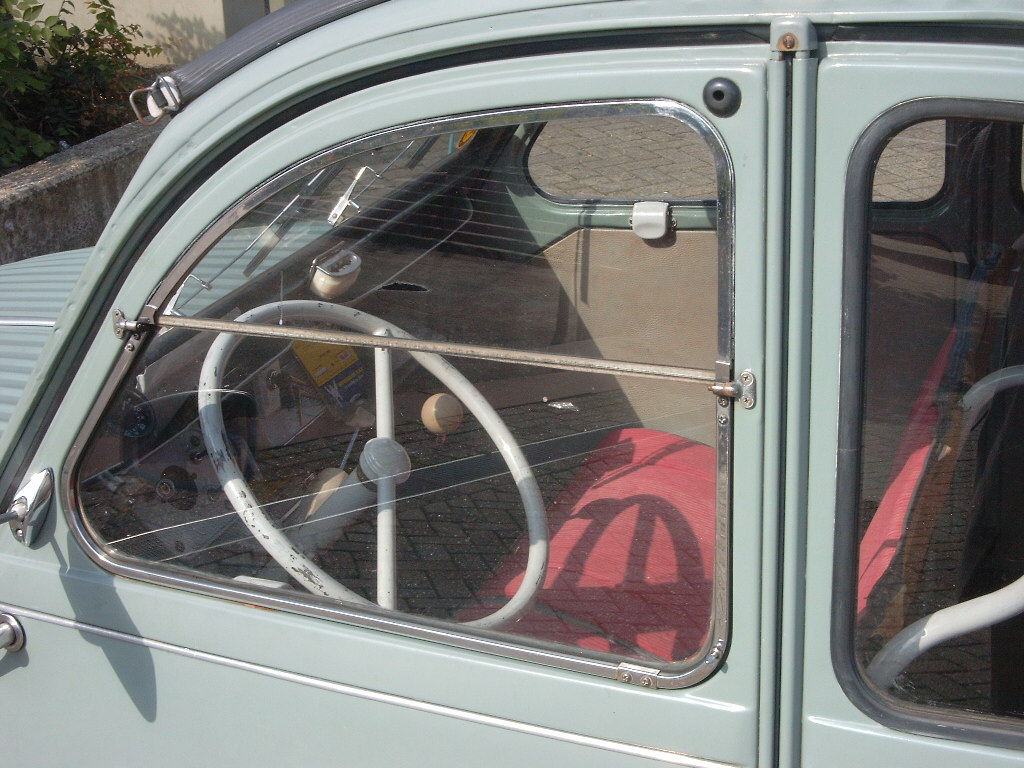
タイプAZAのドアとステアリングホイール。

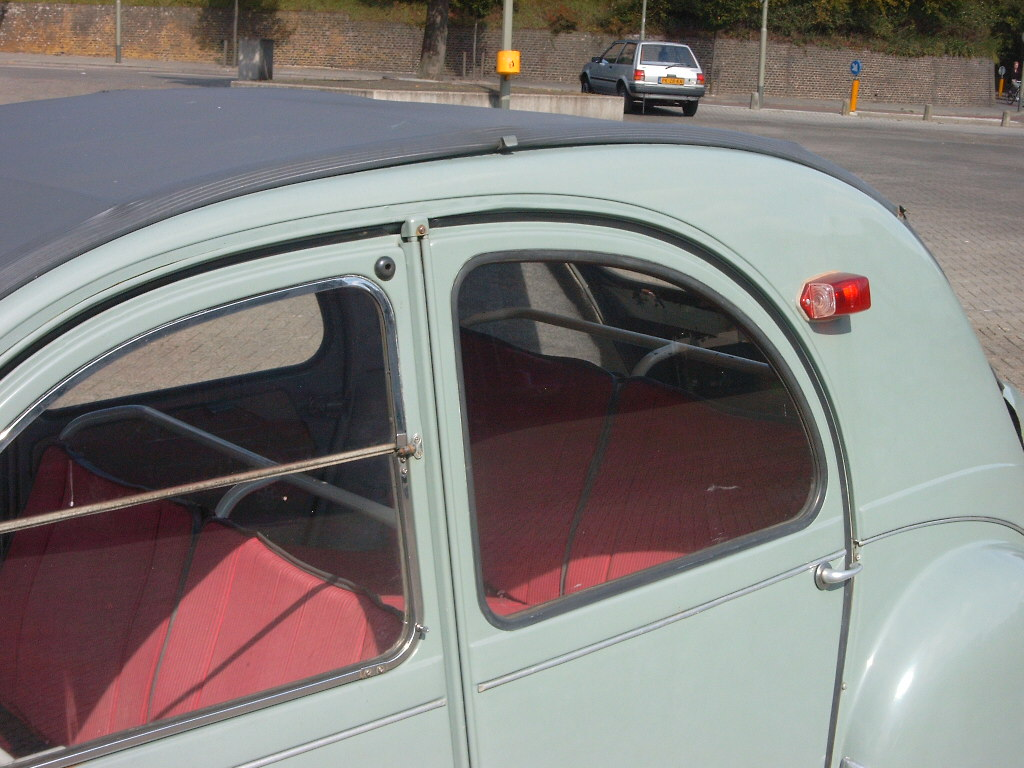
タイプAZA
リアクオーターピラーにウインドウがなく、方向指示器が付く。

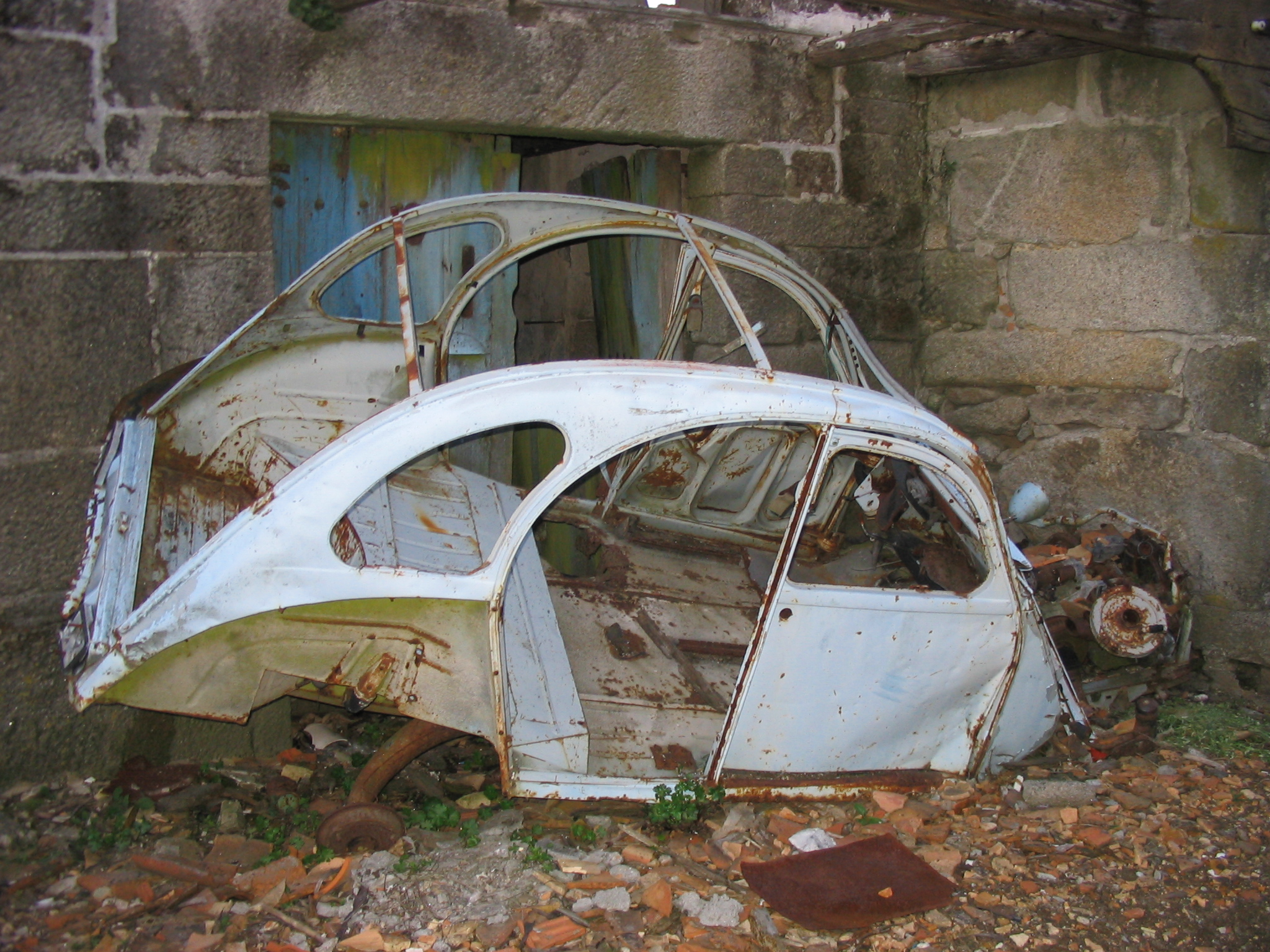
前ドアが前ヒンジとなり、Cピラーに窓が入った6ライト型後期2CVのボディ構造がよく分かる写真。この時代でも後ろのドアは簡単に外せる

原設計が1930年代である自動車らしく、ガラスエリアが狭くフロントフェンダーも独立した古い形態を残している。ボンネット（エンジンフード）は強度確保のため強い丸みを帯びており、その両脇に外付けされたヘッドランプと相まって、2CV独特の動物的でユーモラスなフロントスタイルを形成している。このヘッドランプは、静荷重による姿勢変化が大きい2CVに合わせ、簡単に、一度に両側の光軸調節ができる設計となっている。
フロントグリルは細い横縞状の大型グリルで、エンジンフードはフェンダーのすぐ上から開く構造だった。1961年にフードと共にグリルも小型化され荒い横縞となった。どちらも、寒冷時にエンジンのオーバークールを防ぐための布ジャケット、またはプラスチックカバーが用意されていた。
客室部分は4ドアを標準とする。初期のドアは中央のピラーを中心に対称に開き、上に引き抜くことで簡単に取り外すことも出来た。1964年に安全上の理由から前ヒンジとなった。
居住性を重視して円弧状の高い屋根を備え、ガラスは簡素化のため平面ガラスしか使われていない。側面も複雑な曲線は持たず、幅員の有効活用のため1930年代の多くの自動車のようなホイールベース間の外部ステップは無く、この点では同時代のフォルクスワーゲン・ビートルよりモダンであった。徹底した機能主義的デザインには、同時代を代表する近代建築家ル・コルビュジエからの影響が指摘されている。
ル・コルビュジエは建築家としての合理主義から、第一次大戦後のシトロエンによる自動車量産の企図に共感を抱いており、建築の分野において同様なマスプロダクションや合理化を目した1920年以降のコンセプトには、シトロエンへのオマージュを含んだ「シトロアン（Citrohan）住宅」という名が与えられた（ル・コルビュジエの建築作品-近代建築運動への顕著な貢献-も参照）。更に1928年からは自ら、"Voiture Minimum"（最小限の車、ミニマムカー）という独自の小型車コンセプトを打ち出し、1936年にはあくまでモックアップではあるが、3座+1座でリアエンジンの超小型車デザインを発表した。その平面と円弧を多用した単純なスタイルは、ほどなく後を追って（秘密に）開発されたシトロエン試作車に類似しており、一方それ以前からル・コルビュジエ自身が愛用していたヴォワザン車からの影響も垣間見える。
前部窓下にはパネルを開閉するタイプの原始的だが効率よく通風できるベンチレーターを備える。虫や落ち葉等の異物侵入防止目的で、開口部に金網が張られている。
側面窓は複雑な巻き上げ機構を省き、中央から水平線方向にヒンジを持つ二つ折れ式である。開け放しておくときは、下半分を外側から上に回転させて固定式の爪に引っ掛けておく。固定せずに走行することもでき、雨や雪の中でも適度に曇り止めのための換気が可能。初期のモデルには方向指示器がなく、ドライバーがこの状態で窓を開け、腕を外に出して手信号で指示することを想定していた。プリミティブの極致であった。
リアフェンダーは曲面を持った脱着式で、後輪を半分カバーするスパッツ状である。タイヤ交換の場合、ジャッキアップすればスイングアームで吊られた後輪は自然に垂下して作業可能な状態になるので、フェンダーを着けたままでも実用上の問題はない。
屋根はキャンバス製が標準で、好天時には後方に巻き取ってオープンにできる。初期型はトランクの蓋までもが幌製だったが、1957年金属製となった。キャンバストップとしたのは、軽量化やコストダウンの他、空冷エンジンの騒音を車内から発散させる効果も狙ったものである。このため、背の高い荷物も屋根を開ければ簡単に運べた。2CVの広告イラストには、キャンバストップを取り払って背の高い柱時計や箪笥などを積み込み疾走しているものも見られたが、これは決して誇大広告ではなかった。
他にも、中央に1つだったブレーキランプを標準的な2つに、太いCピラーに窓を付けるなど、大小さまざまな改良が加えられたが、基本的な形状は42年間変わらなかった。

### 車内

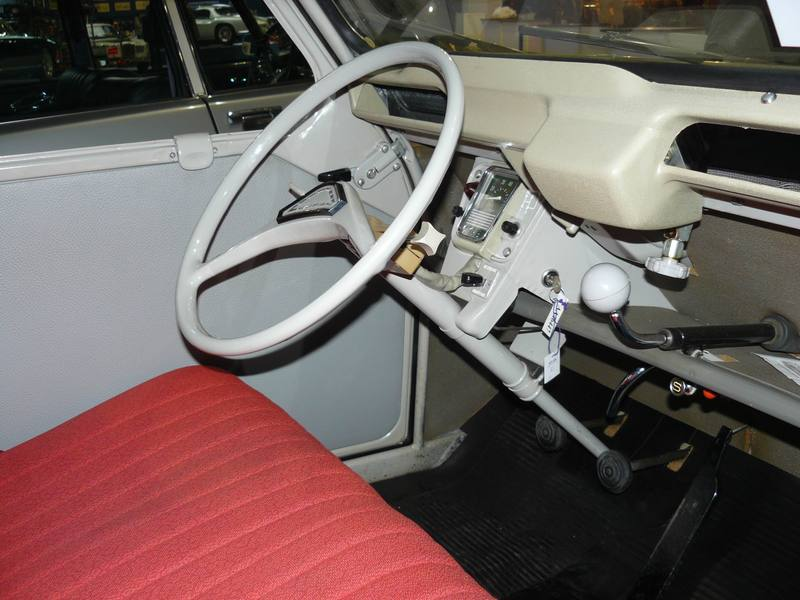
2CVのインパネ部分。写真右側にダッシュボードから伸びるシフトレバーが見える

大人4人が無理なく乗車できる。排気量に比してスペースは非常なゆとりがあり、排気量400 cc以下の自動車でこれほどの居住性を実現した例は世にも稀である。ただし、車内幅は開発された時代相応に狭い。
内装はごく簡素であり、計器類やスイッチは「運転に必要な最低限」しか装備されていない。その初期には燃料計すら装備されておらず、燃料残量はタンク内に計量棒を差し入れて読み取るしかなかった。ただし、これは同時代の他の大衆車も同様であり、特別なものではない。ダッシュボード(?)下にはドライバーの膝上の高さで横方向一杯のトレーがあり、小物を置きやすい。
ステアリング・ホイールは長年丸パイプを組み合わせた簡素な2本スポーク仕様だったが、1970年代以降にはグレードによってシトロエンの上級クラスと同じく片持ち式の1本スポークモデルもあった。1本スポークなら事故でドライバーがステアリング・ホイールに叩きつけられても、折れることで衝撃をある程度吸収できると見込んだものである。
パイプフレームで骨格を構築されたシートは、ゴムベルトでキャンバスを吊って表皮を張っただけの簡素きわまりない軽量設計で、ハンモックとも例えられるが、乗客の身体によくなじみ、乗り心地は優秀である。パイプフレームは床面に左右2本の爪によって差し込まれただけであり、後期モデルの前席はスライド機能を持ったシートレールが採用されているが、前席・後席とも脱着は容易で軽いため、出先で取り外して屋外のベンチ代わりに利用することもできる。着座位置は高めで、レッグスペースを稼いでいる。
床面はほとんどフラットである。プロペラシャフトやその他諸々の機器による突起がなく、居住スペース確保に貢献している。
フロントウインドシールドのワイパーの動力は負圧でも電動でもなかった。前輪を駆動するギアケースから引き出されたスピードメーター駆動用のワイヤーケーブルの途中にウォームギアを仕込み、ワイパーの駆動の動力にも利用したのである。このためスピードメーターは、ワイパーを駆動しやすいステアリングの左上端に置かれた。ワイパーの動作速度は速力に比例し、高速走行時では速すぎ、低速時では遅すぎ、使い勝手はけっして良くはなかった。その構造上、停車中は作動しなかったので、ワイパーのスイッチノブを押し込み、手でノブを廻すことによって、ワイパーを手動で動かすことも可能であった。のちに電動式ワイパーに改良され、スピードメーターもステアリングコラム上に移った。
ヒーターは、空冷エンジンの冷却風を車内に送り込むものであるが、熱量不足に加え、ファンが装着されていないことから、余り効きは良くない。ガソリン燃焼式の独立ヒーターを装備するケースもあった。生産モデルでは、クーラーは最後まで装備されなかった（後付けのクーラーは存在する）。

### シャシ
ホイールベースは2,400 mmと、小さな排気量の割に長く、前後とも1,260 mmのトレッドも1940年代当時の小型車としては広い。このゆとりが走行性能の確保につながっている。基本構成は、強固なプラットフォームフレームがそのままフロアパネルとなり、前後にサスペンションアームを、また前方にエンジンを始めとするドライブトレーンをオーバーハングさせている。この上に簡素な設計の軽量ボディを架装する。
サスペンションは、フロントがリーディングアーム、リアがトレーリングアームで、 前後のサスペンション・アームはそれぞれコイルスプリングに接続され、これらのスプリングは床下で前後方向に配置されたサスペンション・シリンダー内に収められているが、このシリンダーは「半浮動状態」で、初期は左右の「たけのこバネ」により、後にエンジン・パワーの強化に伴いゴム・ブッシュによる「半固定」状態となってその移動を制限され、最終的には「固定」された。前述した「前後関連懸架」とは、前輪 - ロッド - ( コイル - サスペンション・シリンダー: pot de suspension - コイル) - ロッド - 後輪 と結ばれており、コイルばねを2倍に柔らかく使う、シトロエン社が考案した「軽車両用サスペンション」である。
左右それぞれの前後アームからはロッドが伸び、サイドシル下でスプリングを介して連結されている。この「前後関連懸架」により、前輪が突き上げを受けると前輪側のスプリングが収縮しサスペンション・シリンダーは前方に移動し、後輪ロッドを引き後輪を下げて 車体をフラットに保つよう働く仕掛けで、サスペンションの柔軟性と路面追従性を大きく高めた。悪路への強さの秘密がここにある。この前後関連式ばねはまた、旋回時に車体ロールを抑制する。旋回外輪では、ばねが前後輪両方のバウンドに逆らう方向に働き、ローリング角度を減少させる。もっとも、この前後関連ばねのレート自体は圧倒的に低く、またリーディング/トレーリングのサスペンション・リンケージはロールセンターを極端に低く保つため、本質的に旋回時のロールが極端に大きく、しばしば横転しそうに見える。しかし実際には車体重心高はそれほど高くなく、また上述した様にロールセンターが低くジャッキング・アップ・フォースを殆ど発生させないので、横転までの限界は想像以上に高く、軽量で低出力ゆえ、シャシ性能には余裕があり、ロードホールディングと操縦安定性に優れている。またこの構造ゆえ、荷重が大きければ大きいほど実質的なホイールベースが伸び、安定性を確保する方向に働くようになっている。
ユニークなのはダンパーで、登場時から各輪2種類の減衰装置を持っていた。
ばね上（車体）の振動の減衰はリーディング/トレーリング・リンクの車体側ピックアップポイントのフリクションにより得ている。このフリクション式はサスペンションの縮み側にも伸び側にも同様の減衰力が作用することになり、一般的に縮み側より伸び側の減衰力を高めなければならない自動車のサスペンションでは不都合が生じるが、当時既にオートバイでは同様のフリクション式減衰器が一定の成功を示していたので、2CVの設計年次を考慮すると採用は妥当である。
2CVのユニークな点は、ばね下（空気入りタイヤをばね、リンク類やハブ、ステアリングナックルなどをマスとするばねマス系）の減衰に、各輪のサスペンションアームに取り付けられた筒型ケース内に組込まれたコイルスプリング上端に錘を固定して、コイルスプリングと錘で決められる固有振動数で車体の振動を打ち消す「慣性ダンパー」（動吸振器）を用いた点である。このばね下制振装置は、他にはブリヂストンが近年インホイールモーター式電気自動車向けに研究している例があるだけで、非常にユニークな設計思想である。
ダンパーを各輪で2種類ずつ持つというのは一見無駄な様だが、通常、ばね上の共振周波数は1.2 - 1.5 Hz、一方ばね下の共振周波数は10 - 13 Hz付近にあり、それぞれの振動減衰の為に個別の減衰器を用いる手法は、振動工学的には正当な手段と言える。しかし実際には、機械的なフリクションに頼ったリーディング / トレーリング・リンクの減衰装置は減衰力を安定して発生させることが困難であり、また、ばね下の動吸振器は寸法や重量の問題から設計が難しく、必ずしも効果的とは言い難い。後にテレスコピック油圧ダンパが後輪側に採用されたが、これらの2CVに特有な減衰器は1970年代まで使用し続けられた。これらの組み合わせは、エンジン出力により決定されている。
タイヤはミシュラン製が標準である。1950年代の125/400 mm（16インチ相当） - 125/15クラスのタイヤは、バルーンタイヤの登場した後の時代にも関わらず非常に細いが、径が大きくまた接地面が縦長で小さいことで、転がり抵抗を押さえ、パワーロスを減らしつつ、必要十分なグリップ力は確保できるというメリットがある。ミシュランは1948年、世界初のラジアルタイヤ「ミシュランX」を市場に送り出したが、ほどなくこの2CV用サイズのタイヤにもラジアルタイヤが用意された。現在の日本国内においては、ミシュランX-125R15の取扱いはあるが、在庫不足のため入手は非常に難しい。代わりのタイヤとして、ミシュランZX-135R15や、一部の業者が扱うファイアストンF560-125R15や、台湾メーカーのタイヤが装着される事も多い。
ブレーキはシトロエンの標準で当初から油圧だが、フロントはインボードブレーキで、長期に渡って前後ともドラムブレーキであったが、末期型はフロントがインボードのままディスクブレーキとなった。
前輪駆動車でネックとなる技術の一つは、前輪を駆動するためのドライブシャフト・ジョイントである。2CVが設計された時代には、自動車用の等速ジョイントは未だ量産されておらず、トラクシオン・アバンではダブル・カルダン型のジョイントが使用されていた。ダブル・カルダン・ジョイントは広義では等速ジョイントであるが、商用貨物仕様であるフルゴネットおよび派生モデルのアミ6の一部モデルにダブル・カルダン型のジョイントが使用されたものの、2CVではダブル・カルダン型のジョイントは使用されず、シングル・カルダン型ジョイントが使用された。のちのモデルでは等速ジョイントを装備している。

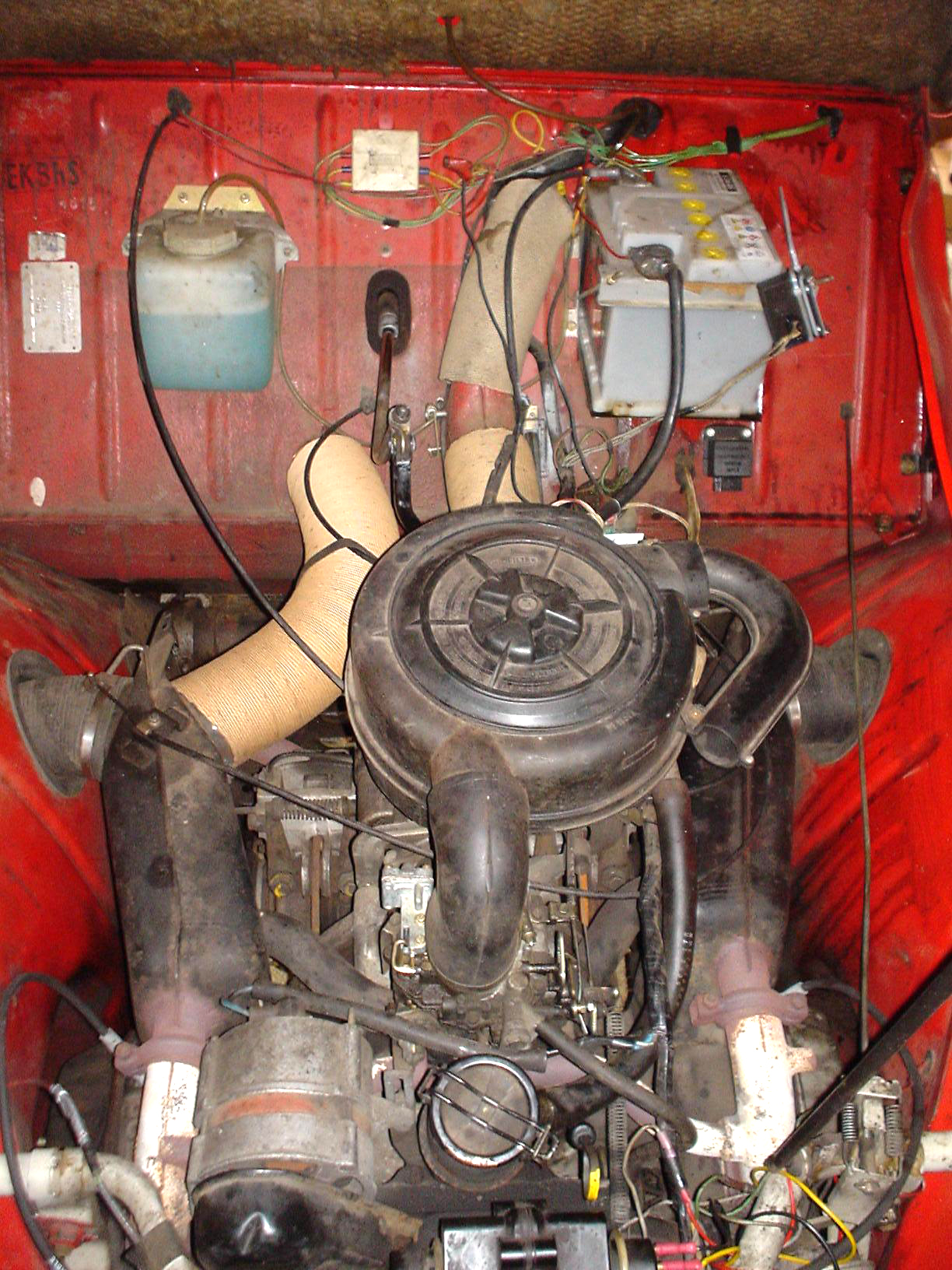
602 ccエンジン車のエンジンルームを前方から見る。エンジンシュラウドから冷却空気の排気ダクトが伸びており、通常はフェンダー内のホイールハウスへ直接排気、寒冷時はヒーター熱源として客室内に導入する

### エンジンの構成
強制空冷水平対向2気筒OHVのガソリンエンジンを、車体前端にオーバーハングして搭載された。一見農機用発動機のように簡素で騒々しい代物ながら、その実きわめて高度な内容を備える緻密な設計であり、主要部分はガスケットなしで組み立てられている。設計者のワルテル・ベッキアは、前職のタルボ社在籍時には高性能車用のハイスペックエンジンを設計していた人物である。
ベッキアがエンジンを空冷式としたのは、1930年代 - 1940年代の水冷エンジンにおいて冷却系統の不調がしばしばエンジントラブルの原因となっており、またTPV試作初期に搭載されたモーリス・サンチュラ設計の水冷エンジンが寒冷時のコールドスタートを困難としていたためである。更に軽量化、簡略化の効果も狙った。空冷方式の採用に限らず、このエンジンからはトラブルの原因となる要素は努めて排除され、基本的に故障しにくい構造になっている。
気筒数は快適さを損なう手前の極力まで減らされた2気筒で、BMWなどのオートバイエンジンなどを参考にし、コンパクトで一次振動の心配のない水平対向式を採用した。材質は1940年代としては先進的なアルミ合金を用いて軽量化、燃焼室は高効率な半球式で、バルブのレイアウトは吸排気効率の高いクロスフロー型とした。半球型燃焼室とクロスフロー型弁配置は、当時、レーシングカーに採用される技術であった。エンジン前方に大きな強制冷却ファンを直結し、エンジン全体を冷却する。なおかつエンジン直前に置かれたオイルクーラーも同時に冷却される設計である。
通常のレシプロエンジンでは、ピストンからの動力をクランクシャフトに伝えるコンロッドは2ピースの分割式として、ボルト留めでクランクシャフトに脱着するようになっている。
ところが2CV用エンジンでは、コンロッドはクランク穴の空いた一体式として、工場で窒素冷却した組み立て式クランクシャフトを圧入してしまうやり方を取った。これで強度と工作精度を高めようという大胆不敵な発想である。クランクシャフトとコンロッドは分離不能となるが、現実にはほとんど分離を要さないので、これでもよいと割り切られた。
点火機構もトラブル排除のため徹底簡素化・単純化され、確実な作動と長期のメンテナンスフリーを実現している。クランクスローは180度であるが、点火は1回転毎の左右等間隔ではなく、2回転毎に左右シリンダーが同時点火される。更に、排気行程のピストン上死点時にも両シリンダーのプラグが「捨て火」とも言うべき空のスパークを発生する構造である。エンジンのトルク確保の面ではやや不利であるが、単純化優先でこの手法を採用した。2CVエンジンのフライホイールが大きいのは、この同時点火に対する回転円滑化の一策である。

### エンジンスペック
ワルテル・ベッキアは、2CVの2気筒エンジンが極めて低出力であるため、ユーザーに常時過負荷の高回転状態で用いられることを見越した設計を行っていた。実際に非力ながら頑丈で、スロットル全開での連続走行にもよく耐えた。未開地でのエンジンオイル切れのため、やむなくバナナから採った油（植物油）をエンジンオイル代わりに使ったケースがあるが、それでもトラブル無く走れたという。
試作中は、電動セルフスターターを搭載せず、運転席から農業用発動機や汎用エンジン同様にワイヤーを手で引いてスタートさせるリコイルスターターであった。これも簡素化を旨としたピエール・ブーランジェの命令による仕様である。
ところが、試作車をワイヤー始動させようとした女性秘書が爪を割ってしまい、これに懲りたブーランジェは即刻スターターモーターの搭載を命令した。ベッキアは最初からスターターモーターの装備を前提としてエンジンを設計しており、社長の急な指令による仕様変更は簡単に実行された。従って生産型の2CVは全車セルフスターター装備である。もちろんタイヤレンチを兼ねたスターティング・ハンドルによるエンジン始動も最終型まで可能であった。これは、バッテリーの消耗した状態や寒冷地での始動に非常に役立った。
- 1948年当初はボア×ストロークが62 mmのスクエアで、375 cc（9 HP/3,500 rpm）の極少出力に過ぎなかった（それでも最初の2CVは最高55 km/hに到達した）。
- 1955年以降ボアを66 mmに広げて排気量425 ccに拡大され、出力は12 HP/3,500 rpmとなった。最高速度75 km/h。更に1963年には圧縮比を上げて16.5 HP/4,200 rpm、最高速度90 km/hとなる。
- 1968年 - 「アミ 6」など上級モデル搭載の602 cc（ボア×ストロークは74×70 mm）を移入、28 HP、最高110 km/hに強化される。税法上は3CV級となるが、車名は2CVのままであった（「2CV 6」と称した）。小排気量型もしばらく「2CV 4」の名称で生産され、こちらは435 ccで21HPを発生した。
- 1970年 - 602 ccに強力型設定、32 HPに。
- 1979年 - 602 ccは29 HP/5,750 rpmに。燃費を改善。

### 変速機
4段式シンクロメッシュギアボックス（1速・後進のみノンシンクロ）。このクラスの大衆車での4段変速かつシンクロメッシュ装備は、1948年当時、望外の高度な設計である。
開発中、ピエール・ブーランジェは「農民の妻に複雑な4段トランスミッションは扱いきれない」として3段とするよう厳命したが、ワルテル・ベッキアは超低出力のエンジンパワーを最大限に有効利用するため4段式ミッションを採用した。
「4速はあくまでもオーバードライブギアである」というベッキアの主張で、ブーランジェはしぶしぶ納得したという。この「言い訳」のためか、初期形2CVの4速ギアは「4」ではなく、高速・オーバードライブ「surmultipliee」を意味する「S」と表記された。もっとも実際の4速のギアレシオはオーバードライブどころか、逆に一般的自動車の常道であった1.00（直結）よりも遅い1.47で、極力クロスレシオな設定に近づけて非力を補う狙いは明らかであった。
トランスミッションが運転席よりやや前方に配置されているため、ギアボックス真上にロッドを立ち上げて、ダッシュボード中央から突出したシフトレバーに連結した。トランスミッションが車両最前部に配置されたトラクシオン・アバンの手法を踏襲したもので、至って簡潔かつ作動確実な構造であった。後年に言うインパネシフトの一種だが、フロアシフト、コラムシフトのいずれでもない変わった形態である。このおかげで一般的な自動車と違って床からシフトレバーが突出せず、足元を広く使える。
変速操作も独特で、ニュートラルからレバーを左に倒し前に押すと後進、そのまま手前に引くと1速、ニュートラルでレバーを起こし前方に押すと2速、そのまま手前に引くと3速、ニュートラルでレバーを右に倒し押すと4速である。
のちには遠心式自動クラッチを装備したモデルも出現しているが、自動変速機は導入されなかった。

## 登場作品
- スパイアクション映画007シリーズ第12作007 ユア・アイズ・オンリーでは、ボンドカーとしてロータス・エスプリターボが使用されたが、本格的なカーチェイスを行うのは、シトロエン・2CVである。本作に登場する2CVは、撮影用に、本来の水平対向2気筒エンジンの代わりに上位車種のGS用の水平対向4気筒エンジンを搭載している。
- アニメーション監督の宮崎駿はシトロエン・2CVの愛用者であり、スタジオ・ジブリ内の自らの工房とその著作の名前に、2CVの直訳である「二馬力」を使用している。また代表作の『ルパン三世 カリオストロの城』でもヒロインのクラリスが伯爵の下から逃走する際に運転していたのがこのシトロエン・2CVである。
- 漫画『こちら葛飾区亀有公園前派出所』49巻の「ポルシェクラブの巻」では、ポルシェを欲しがった本田速人に対し、両津がこの車をニセポルシェの「ポルシェ999」なる車に改造するエピソードがある。ちなみに、漫画はフィクションであるが、ポルシェとシトロエンのクルマを実際にニコイチ改造した例が実在する。(但し、実例は2CVではなく、DSとポルシェ・911の合体で911DSと呼称された)
- 特撮ヒーロー作品『超光戦士シャンゼリオン』では主人公の涼村 暁の愛車がシトロエン・2CVである。撮影に使用された2CVは当時あまり状態が良くなく、補修部品も手に入らない状態であり、毎回トレーラーで輸送していた。
- 仏車であることからもちろんフランス映画にもたびたび登場している。特に自動車の頑強さを買われて「ルイ・ド・フュネスの窓際一発大逆転」ではコミカルな役回りになっている。